# Liste der Biografien/Silv
Liste der Biografien |
Portal Biografien |
Personensuche
# |
A |
B |
C |
D |
E |
F |
G |
H |
I |
J |
K |
L |
M |
N |
O |
P |
Q |
R |
S |
T |
U |
V |
W |
X |
Y |
Z |
?
 
Sa |
Sb |
Sc |
Sd |
Se |
Sf |
Sg |
Sh |
Si |
Sj |
Sk |
Sl |
Sm |
Sn |
So |
Sp |
Sq |
Sr |
Ss |
St |
Su |
Sv |
Sw |
Sy |
Sz
 
Sia |
Sib |
Sic |
Sid |
Sie |
Sif |
Sig |
Sih |
Sii |
Sij |
Sik |
Sil |
Sim |
Sin |
Sio |
Sip |
Siq |
Sir |
Sis |
Sit |
Siu |
Siv |
Siw |
Six |
Siy |
Siz
 
Sila |
Silb |
Silc |
Sild |
Sile |
Silf |
Silg |
Silh |
Sili |
Silj |
Silk |
Sill |
Silm |
Siln |
Silo |
Silp |
Sils |
Silt |
Silu |
Silv |
Silw |
Silz
Die Liste der Biografien führt alle Personen auf, die in der deutschsprachigen Wikipedia einen Artikel haben. Dieses ist eine Teilliste mit 834 Einträgen von Personen, deren Namen mit den Buchstaben „Silv“ beginnt.

## Silv

### Silva
- Silva (* 1998), deutscher Rapper marokkanischen Ursprungs

##### Silva A
- Silva Almeida, Robert da (* 1971), brasilianischer Fußballtorhüter
- Silva Amado, Flávio da (* 1979), angolanischer Fußballspieler
- Silva Amaral, Sérgio (1944–2023), brasilianischer Politiker und Diplomat
- Silva Amorim, Felipe da (* 1991), brasilianischer Fußballspieler
- Silva Antônio, Alex Rafael da (* 1988), brasilianischer Fußballspieler
- Silva Azevedo, Fábio da (* 1970), brasilianischer Fußballspieler
- Silva Azevedo, Paulo Emilio (* 1969), brasilianischer Beachvolleyballspieler

##### Silva B
- Silva Barbosa, Marcio Augusto da (* 1995), brasilianischer Fußballspieler
- Silva Brito, Luiz Henrique da (* 1967), brasilianischer Geistlicher und römisch-katholischer Bischof von Barra do Piraí-Volta Redonda

##### Silva C
- Silva Carvalho, Jheimy da (* 1988), brasilianischer Fußballspieler
- Silva Carvalho, José Roberto (* 1960), brasilianischer Geistlicher, römisch-katholischer Bischof von Caetité
- Silva Carvalho, Manoel Messias (* 1990), brasilianischer Fußballspieler
- Silva Castro, Raúl (1903–1970), chilenischer Romanist und Hispanist
- Silva Cimma, Enrique (1918–2012), chilenischer Jurist und Politiker (Radikale Partei)
- Silva Costa, Válber da (* 1971), brasilianischer Fußballspieler
- Silva Coutinho, Santino Maria da (1868–1939), brasilianischer Geistlicher, Erzbischof von Maceió

##### Silva D
- Silva da Silva, Marciel (* 1995), brasilianischer Fußballspieler
- Silva de Jesus Júnior, Orlando (* 1971), brasilianischer Politiker
- Silva de Lapuerta, Rosario (* 1954), spanische Juristin, Vizepräsidentin des Europäischen Gerichtshofs
- Silva de Souza, Eudi (* 1983), brasilianischer Fußballspieler
- Silva de Souza, Wellington da (* 1987), brasilianischer Fußballspieler
- Silva do Nascimento, Anselmo Tadeu (* 1980), brasilianischer Fußballspieler
- Silva do Nascimento, Evandro (* 1987), brasilianischer Fußballspieler
- Silva Dornellas, Fabrício (* 1990), brasilianischer Fußballspieler

##### Silva E
- Silva e Luna, Joaquim (* 1949), brasilianischer General und Politiker
- Silva e Silva, Leonardo Fabiano da (* 1979), brasilianischer Fußballspieler

##### Silva F
- Silva Farias, Ranulfo da (1887–1963), brasilianischer Geistlicher, römisch-katholischer Erzbischof von Maceió
- Silva Ferreira, Hélder Maurílio da (* 1988), brasilianischer Fußballspieler
- Silva Ferreira, João da (1675–1775), römisch-katholischer Geistlicher und Bischof von Tanger
- Silva Filho, Estevam Santos (* 1968), brasilianischer Geistlicher und römisch-katholischer Bischof von Ruy Barbosa
- Silva Filho, Jaime (1908–1970), portugiesischer Pianist, Dirigent und Filmkomponist
- Silva Filho, Luiz (* 1983), brasilianischer Fußballspieler
- Silva Fonseca, Nirley da (* 1988), brasilianischer Fußballspieler

##### Silva G
- Silva Gajardo, Francisco Andrés (* 1986), chilenischer Fußballspieler
- Silva Garcia, Bryan (* 1992), brasilianischer Fußballspieler
- Silva Garrido, António José da (1932–2014), portugiesischer Fußballschiedsrichter
- Silva Gbony, Josseline Louise Marie da (* 1957), beninische Diplomatin
- Silva Gomes, André da (1752–1844), brasilianischer Komponist
- Silva Gomes, Manoel da (1874–1950), brasilianischer Geistlicher, römisch-katholischer Erzbischof von Fortaleza
- Silva Gonçalves, Nuno da (* 1958), portugiesischer Geistlicher, Jesuit, Hochschulrektor und Chefredakteur

##### Silva H
- Silva Henríquez, Raúl (1907–1999), chilenischer Geistlicher, Kardinal der römisch-katholischen Kirche und Erzbischof von Santiago de Chile

##### Silva J
- Silva Jiménez, Francisco (1923–2004), mexikanischer Fußballspieler
- Silva Júnior, Aldemir da (* 1992), brasilianischer Sprinter
- Silva Júnior, Jonas Jessue da (* 1987), brasilianischer Fußballspieler
- Silva Júnior, José Renato da (* 1990), brasilianischer Fußballspieler
- Silva Júnior, Miguel (* 1948), brasilianischer Radrennfahrer
- Silva Junior, Wanderley Machado da (* 1965), brasilianischer Fußballtrainer

##### Silva K
- Silva Kiala, Joel da (* 2004), angolanisch-deutscher Fußballspieler

##### Silva L
- Silva Lima, Danyelle Helena da (* 1992), brasilianische Fußballspielerin

##### Silva M
- Silva Maia, José Maria da (* 1956), brasilianischer Kommunalpolitiker
- Silva Marçal, Welder da (* 1991), brasilianischer Fußballspieler
- Silva Mariano, Alexandre da (* 1973), brasilianischer Fußballspieler
- Silva Medina, Overath Breitner da (* 1989), venezolanisch-brasilianischer Fußballspieler
- Silva Melo, Gilberto da (* 1976), brasilianischer Fußballspieler
- Silva Menezes, Amadeo da († 1482), portugiesischer Mönch, Ordensreformator und Mystiker
- Silva Moço, Marcelo da (1979–2009), brasilianischer Fußballspieler
- Silva Moreira, Eric da (* 2006), deutsch-portugiesischer Fußballspieler

##### Silva N
- Silva Nery, Harison da (* 1980), brasilianischer Fußballspieler
- Silva Neto, João Leite da (* 1955), brasilianischer Fußballspieler und Politiker
- Silva Neto, Rufino da (1921–1993), brasilianischer Politiker
- Silva Neto, Serafim da (1917–1960), brasilianischer Romanist, Lusitanist und Altphilologe
- Silva Neves, Octávio Rainho da (* 1929), brasilianischer Diplomat

##### Silva O
- Silva Oliveira, Carlos Henrique (* 1972), brasilianischer römisch-katholischer Geistlicher, Bischof von Tocantinópolis

##### Silva P
- Silva Porto, António Carvalho de (1850–1893), portugiesischer Maler

##### Silva R
- Silva Ramos, Ana Patrícia (* 1997), brasilianische Beachvolleyballspielerin
- Silva Ramos, Hernando da (* 1925), französisch-brasilianischer Autorennfahrer
- Silva Ramos, Ramón da (* 1950), brasilianischer Fußballspieler und -trainer
- Silva Retamales, Santiago (* 1955), chilenischer Geistlicher, römisch-katholischer Bischof von Valdivia
- Silva Rodrigues, Francisco Adriano da (* 1985), brasilianischer Fußballspieler

##### Silva S
- Silva Santiago, Alfredo (1894–1975), chilenischer Geistlicher, römisch-katholischer Erzbischof von Concepción
- Silva Santos, João Rodrigo (1977–2013), brasilianischer Fußballspieler
- Silva Santos, John Lennon (* 1991), brasilianischer Fußballspieler
- Silva Silva, Raul (1911–1994), chilenischer Geistlicher und römisch-katholischer Weihbischof in Rancagua
- Silva Simões, Fabiana da (* 1989), brasilianische Fußballspielerin
- Silva Soares, Daniel da (* 1982), portugiesischer Fußballspieler
- Silva Souza, Alan da (* 1987), brasilianischer Fußballspieler
- Silva Souza, Vander Luiz (* 1990), brasilianischer Fußballspieler

##### Silva V
- Silva Valdés, Fernán (1887–1975), uruguayischer Schriftsteller
- Silva Vieira, Jorge (1934–2012), brasilianischer Fußballtrainer

##### Silva Y
- Silva y Aceves, Mariano (1887–1937), mexikanischer Rechtsanwalt und Rektor der Universidad Nacional de México
- Silva y Álvarez de Toledo, Fernando de (1714–1776), spanischer Diplomat, Staatsmann und Ministerpräsident
- Silva y Álvarez de Toledo, María del Pilar Teresa Cayetana de (1762–1802), Herzogin von Alba
- Silva y Álvarez Tostado, Atenógenes (1848–1911), mexikanischer Geistlicher, Erzbischof von Michoacán

#### Silva, A – Silva, Z

##### Silva, A
- Silva, Acácio da (* 1961), portugiesischer Radrennfahrer
- Silva, Adaílton dos Santos da (* 1990), brasilianischer Fußballspieler
- Silva, Adalberto Paulo da (1929–2025), brasilianischer römisch-katholischer Ordensgeistlicher, Weihbischof in FortalezaAdalberto Paulo da Silva (1929–2025)

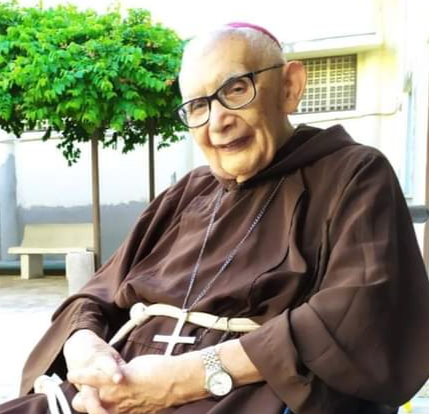
Adalberto Paulo da Silva (1929–2025)

- Silva, Adalto Batista da (* 1978), brasilianischer Fußballspieler
- Silva, Adão da (* 1957), portugiesischer Fußballspieler
- Silva, Adenízia (* 1986), brasilianische Volleyballspielerin
- Silva, Adhemar da (1927–2001), brasilianischer Dreispringer und Olympiasieger
- Silva, Adrian de (1966–2023), Pionier der Transgender Studies
- Silva, Adriana Aparecida da (* 1981), brasilianische Marathonläuferin
- Silva, Adriano José da (* 1974), brasilianischer Fußballspieler
- Silva, Adrien (* 1989), portugiesischer Fußballspieler
- Silva, Agostinho da (1906–1994), portugiesischer Philosoph
- Silva, Ailton Cesar Junior Alves da (1994–2016), brasilianischer Fußballspieler
- Silva, Aílton dos Santos (* 1966), brasilianischer Fußballtrainer
- Silva, Alan (* 1939), amerikanischer Jazzmusiker
- Silva, Alan Wendell (* 1978), brasilianischer Langstreckenläufer
- Silva, Alberto da Costa e (1931–2023), brasilianischer Diplomat und Schriftsteller
- Silva, Alberto Ricardo da (1943–2015), osttimoresischer Geistlicher, römisch-katholischer Bischof von Dili
- Silva, Albino da, osttimoresischer Unabhängigkeitsaktivist
- Silva, Alcino Gomes da (* 1990), são-toméischer Kanute
- Silva, Alejandro (1947–2018), chilenischer Fußballspieler
- Silva, Alejandro (* 1969), chilenischer Musiker
- Silva, Alejandro (* 1989), uruguayischer Fußballspieler
- Silva, Alejandro da (* 1983), paraguayischer Fußballspieler
- Silva, Alessandra (* 1991), brasilianische Hürdenläuferin
- Silva, Alessandro da (* 1970), brasilianischer Fußballspieler
- Silva, Alex, britischer Musikproduzent
- Silva, Alex (* 1985), brasilianischer Fußballspieler
- Silva, Alex (* 1990), uruguayischer Fußballspieler
- Silva, Alex (* 1993), uruguayischer Fußballspieler
- Silva, Alex Da (* 1968), brasilianischer Tänzer und Choreograf
- Silva, Alexandra (* 1984), portugiesische Informatikerin und Mathematikerin
- Silva, Alexandre Cleyton (* 1983), griechisch-brasilianischer Fußballspieler
- Silva, Alfonso de (1902–1937), peruanischer Komponist
- Silva, Alfredo da, osttimoresischer Politiker
- Silva, Alina de (1898–1972), peruanische Sängerin und Schauspielerin
- Silva, Altobeli da (* 1990), brasilianischer Leichtathlet
- Silva, Álvaro (1965–2025), portugiesischer Leichtathlet
- Silva, Álvaro (* 1984), philippinischer Fußballspieler
- Silva, Amasha de (* 1999), sri-lankische Leichtathletin
- Silva, Amauri da (1942–2020), brasilianischer Fußballspieler
- Silva, Americo Ferreira dos Santos (1830–1899), portugiesischer Kardinal
- Silva, Amilton Manoel da (* 1963), brasilianischer Ordensgeistlicher und römisch-katholischer Bischof von Guarapuava
- Silva, Amilton Minervino da (* 1989), brasilianischer Fußballspieler
- Silva, Ana Cannas da (* 1968), portugiesische Mathematikerin
- Silva, Ana Caroline (* 1999), brasilianische Kugelstoßerin
- Silva, Ana Cristina (* 1964), portugiesische Psychologin und Schriftstellerin
- Silva, Anderson (* 1975), brasilianischer Mixed-Martial-Arts-Kämpfer
- Silva, Anderson (* 1982), brasilianischer Fußballspieler
- Silva, Anderson Alves da (* 1983), brasilianischer Fußballspieler
- Silva, André, brasilianischer Ballerino
- Silva, André (* 1995), portugiesischer FußballspielerAndré Silva (* 1995)

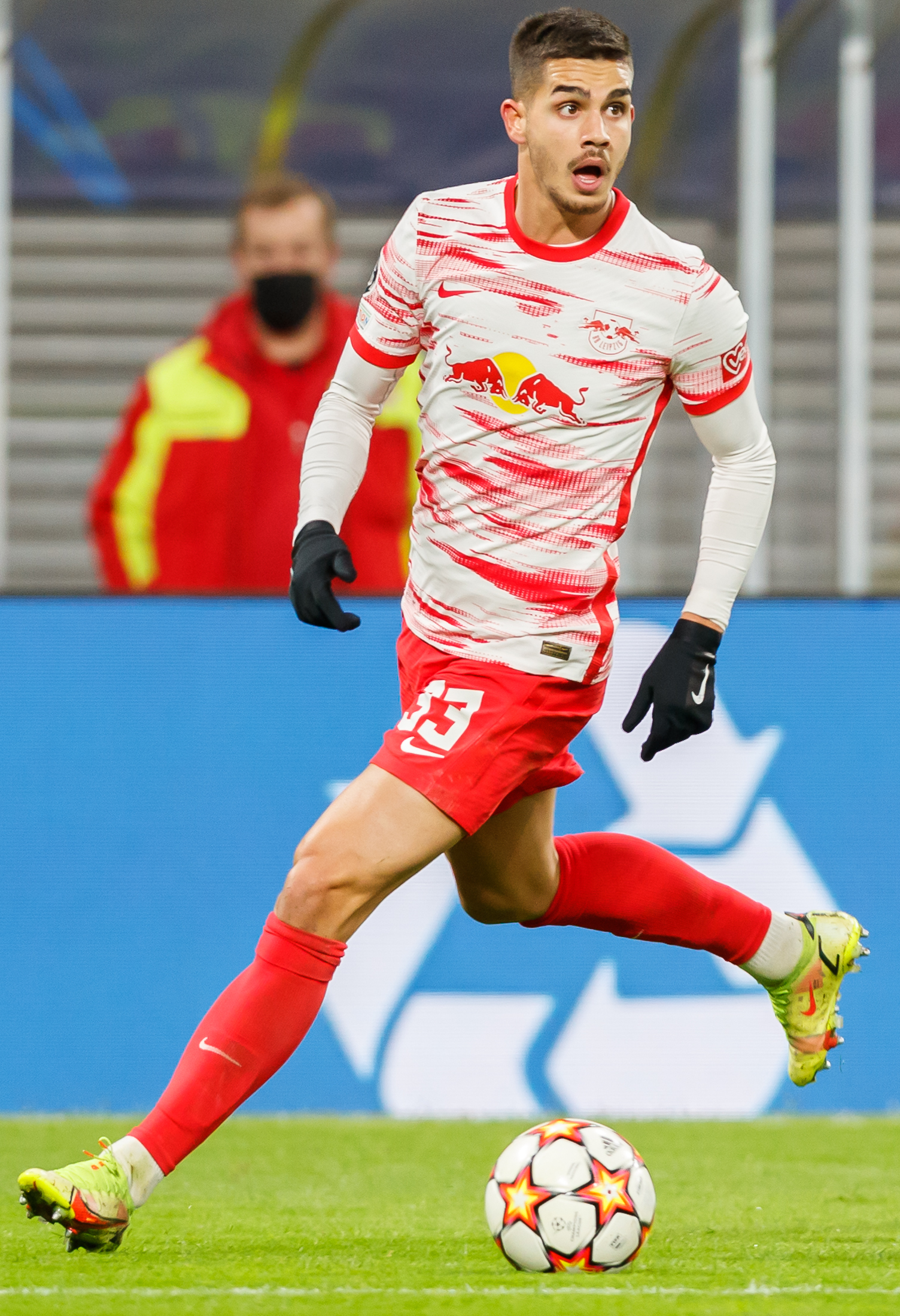
André Silva (* 1995)

- Silva, André (2000–2025), portugiesischer Fußballspieler
- Silva, André da (* 1972), brasilianischer Sprinter
- Silva, André Luiz de Souza (* 1974), brasilianischer Fußballspieler
- Silva, Andrés (* 1986), uruguayischer Leichtathlet
- Silva, Andrés (* 1989), uruguayischer Fußballspieler
- Silva, Aníbal Cavaco (* 1939), portugiesischer Politiker
- Silva, Anthony da (* 1980), französischer Fußballspieler
- Silva, António (1886–1971), portugiesischer Schauspieler
- Silva, Antônio (* 1952), brasilianischer Fußballspieler und Fußballtrainer
- Silva, António (* 2003), portugiesischer Fußballspieler
- Silva, Antônio Benedito da (* 1965), brasilianischer Fußballspieler
- Silva, Antônio da (* 1978), brasilianischer FußballspielerAntônio da Silva (* 1978)

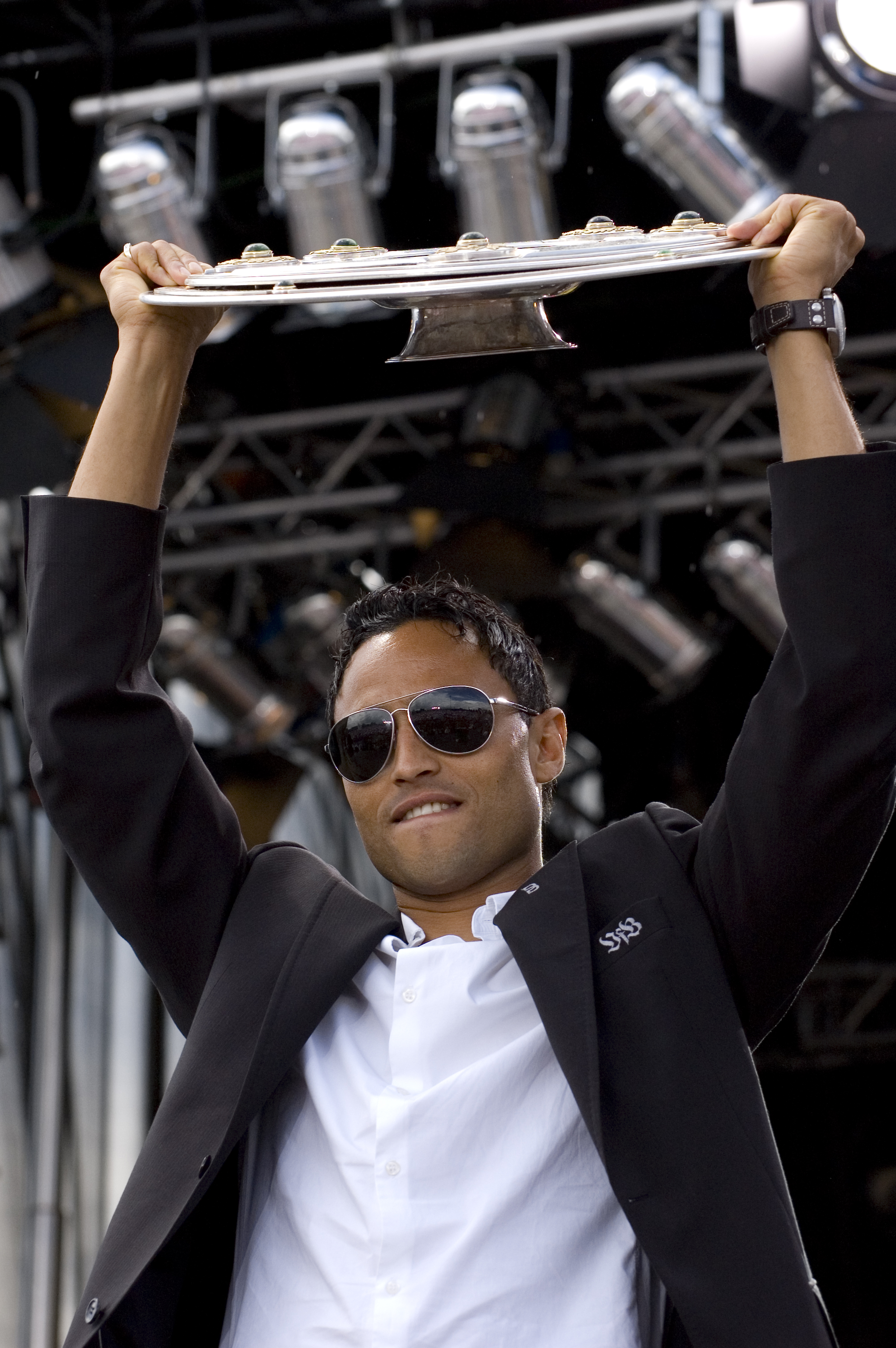
Antônio da Silva (* 1978)

- Silva, António José da (1705–1739), portugiesischer Komödiendichter
- Silva, António Maria da (1872–1950), portugiesischer Politiker
- Silva, Antônio Ozaí da (* 1962), brasilianischer Politikwissenschaftler
- Silva, António Soares da (1962–2024), osttimoresischer Freiheitskämpfer und Offizier
- Silva, Arcanjo da, osttimoresischer Politiker und Wirtschaftsexperte
- Silva, Armando Corrêa da (1931–2000), brasilianischer Geograph
- Silva, Armando José Dourado da (1967–2020), osttimoresischer Politiker
- Silva, Armindo da Conceição (1945–2018), osttimoresischer Politiker
- Silva, Arnaldo da (* 1964), brasilianischer Sprinter
- Silva, Arnaldo Edi Lopes da (* 1982), portugiesischer Fußballspieler
- Silva, Aron da (* 1983), brasilianischer Fußballspieler
- Silva, Arsénio Pereira da (* 1973), osttimoresischer Politiker
- Silva, Artur da Costa e (1899–1969), brasilianischer Politiker, Präsident Brasiliens während der MilitärdiktaturArtur da Costa e Silva (1899–1969)

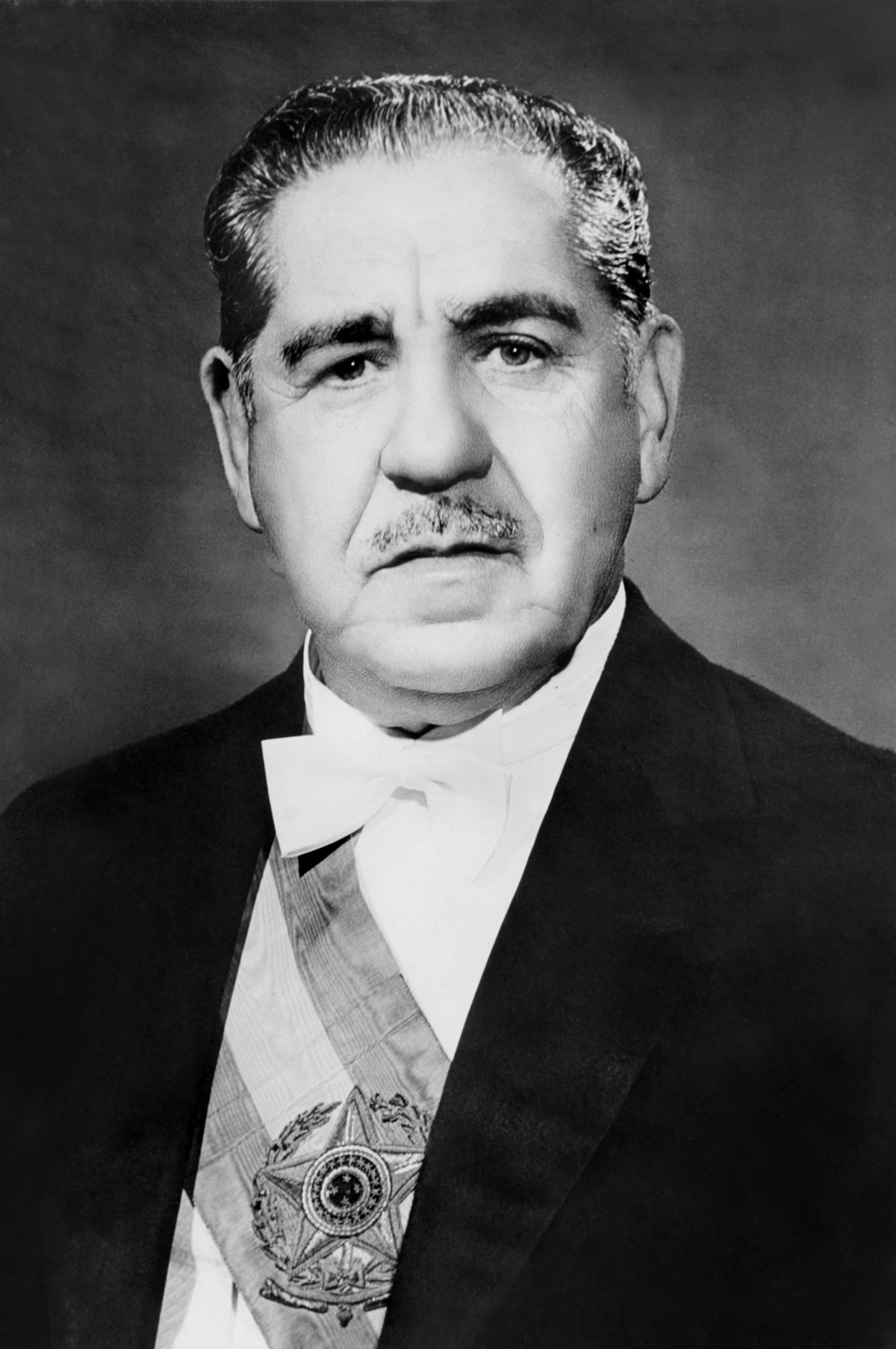
Artur da Costa e Silva (1899–1969)

- Silva, Augusto Álvaro da (1876–1968), brasilianischer Geistlicher, Erzbischof von São Salvador da Bahia und Kardinal
- Silva, Augusto César Alves Ferreira da (* 1932), portugiesischer Ordensgeistlicher, Altbischof von Portalegre-Castelo Branco
- Silva, Aurelio (1866–1923), chilenischer Violinist und Musikpädagoge

##### Silva, B
- Silva, Baltasar (* 1984), uruguayischer Fußballspieler
- Silva, Baltasar Lopes da (1907–1989), kap-verdischer Poet und Autor
- Silva, Bartolomeu Bueno da (1672–1740), brasilianischer Bandeirante
- Silva, Belmiro (* 1954), portugiesischer Radrennfahrer
- Silva, Bernadeen L. (1929–2007), sri-lankische Soziologin
- Silva, Bernardo (* 1994), portugiesischer FußballspielerBernardo Silva (* 1994)

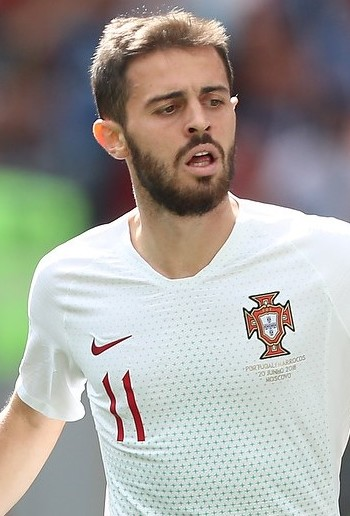
Bernardo Silva (* 1994)

- Silva, Bezerra da (1927–2005), brasilianischer Liedermacher
- Silva, Bisi (1962–2019), nigerianische Kunstexpertin und Kuratorin für zeitgenössische Kunst
- Silva, Brígida Susana Esteves da (* 1961), osttimoresische Beamtin und Leiterin der Zoll-Generaldirektion
- Silva, Bruno (* 1980), uruguayischer Fußballspieler
- Silva, Bruno (* 1986), brasilianischer Fußballspieler

##### Silva, C
- Silva, Calane da (1945–2021), mosambikanischer Lusitanist, Schriftsteller, Lyriker, Journalist und Hochschullehrer
- Silva, Cândida, angolanische Politikerin
- Silva, Carlos (* 1962), brasilianischer römisch-katholischer Ordensgeistlicher, Weihbischof in São Paulo
- Silva, Carlos (* 1974), portugiesischer Leichtathlet
- Silva, Carlos Alberto (1939–2017), brasilianischer Fußballtrainer
- Silva, Carlos Coelho da (* 1964), portugiesischer Regisseur
- Silva, Carlos da (1934–2008), portugiesischer Filmregisseur und Filmproduzent
- Silva, Carlos Manuel Oliveiros da (* 1959), portugiesischer Fußballspieler und Fußballtrainer
- Silva, Chandrika de (* 1974), sri-lankische Badmintonspielerin
- Silva, Chayenne da (* 2000), brasilianische Hürdenläuferin
- Silva, Chico da (1910–1985), brasilianischer Maler
- Silva, Chombo (1913–1995), kubanischer Geiger und Saxophonist
- Silva, Chris (* 1996), gabunischer Basketballspieler
- Silva, Christina da († 1881), niederländische Schauspielerin und Sängerin
- Silva, Clarence Richard (* 1949), portugiesisch-US-amerikanischer Geistlicher und Bischof
- Silva, Claudinei da (* 1970), brasilianischer Sprinter
- Silva, Cláudio (* 1966), osttimoresischer Feuerwehrmann
- Silva, Cleiton (* 1987), brasilianischer Fußballspieler
- Silva, Cleonésio Carlos da (* 1976), brasilianischer Fußballspieler
- Silva, Conrado (1940–2014), uruguayisch-brasilianischer Komponist und Hochschullehrer
- Silva, Cristiano da (* 1987), brasilianischer Fußballspieler
- Silva, Cristina Alves da, osttimoresische Politikerin

##### Silva, D
- Silva, Dakson da (* 1987), brasilianischer Fußballspieler
- Silva, Damien Da (* 1988), französischer Fußballspieler
- Silva, Daniel (* 1960), US-amerikanischer Journalist und AutorDaniel Silva (* 1960)

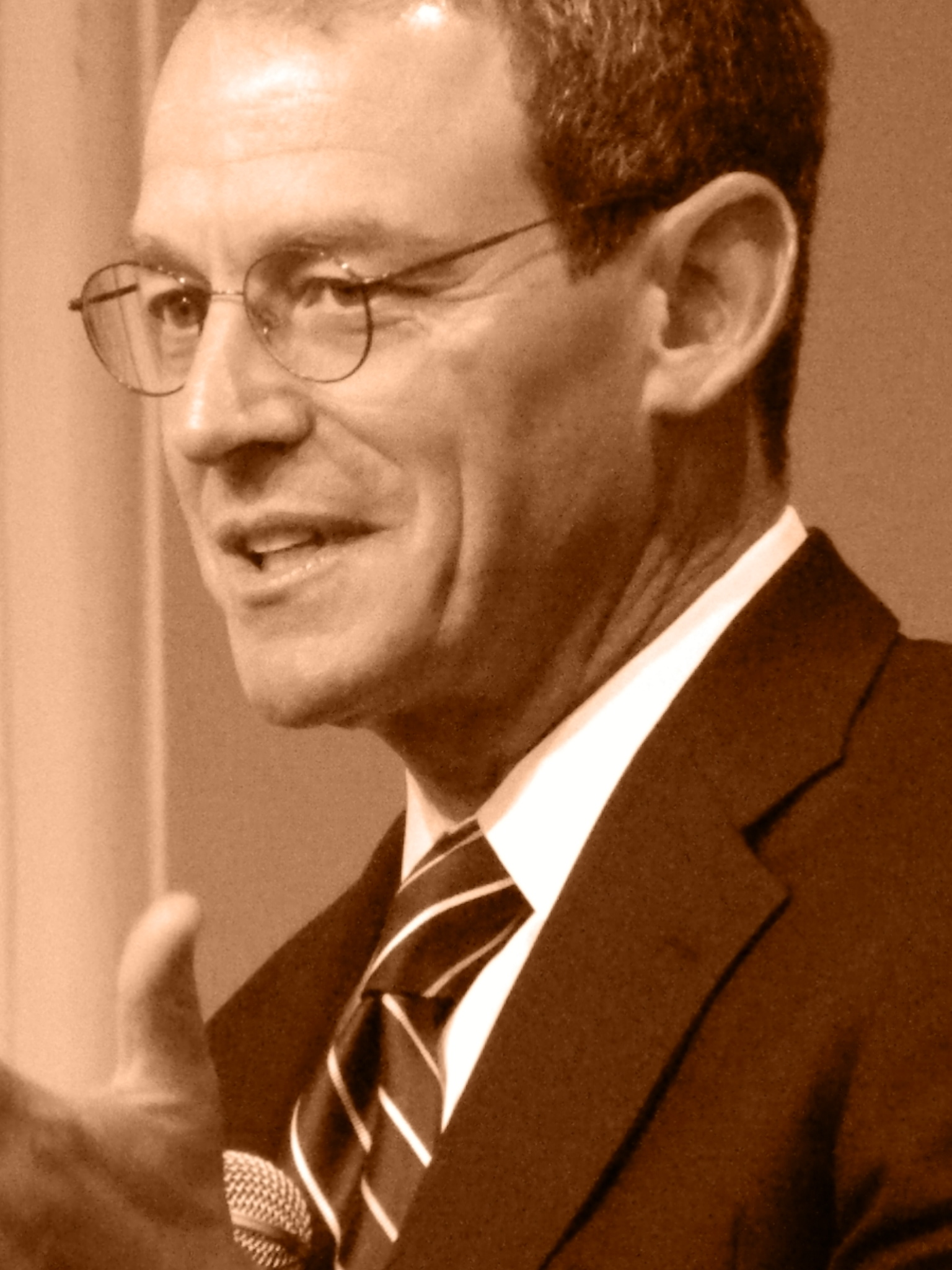
Daniel Silva (* 1960)

- Silva, Daniel Conceição (* 1970), brasilianischer Fußballspieler
- Silva, Daniel da (* 1973), brasilianischer Fußballspieler
- Silva, Daniella (* 1996), kanadisch-portugiesische Tennisspielerin
- Silva, Danielli Pereira da (* 1987), brasilianische Fußballspielerin
- Silva, Danilo (* 1986), brasilianischer Fußballspieler
- Silva, Danny (* 1973), portugiesischer Skilangläufer und Biathlet
- Silva, Darcey (* 1974), US-amerikanische Fernsehpersönlichkeit und Modedesignerin
- Silva, Darío (* 1972), uruguayischer Fußballspieler
- Silva, Darío (* 1992), uruguayischer Fußballspieler
- Silva, Davi Cortes da (* 1963), brasilianischer Fußballspieler
- Silva, David (* 1986), spanischer Fußballspieler
- Silva, David (* 1986), kap-verdischer Fußballspieler
- Silva, Deili Custodio da (* 1980), brasilianischer Fußballspieler
- Silva, Deilson Da (* 1983), brasilianischer Fußballspieler
- Silva, Deivid Willian da (* 1989), brasilianischer Fußballspieler
- Silva, Delmo da (1954–2010), brasilianischer Sprinter
- Silva, Denis Viana da (* 1986), brasilianischer Fußballspieler
- Silva, Denise Ferreira da, brasilianische Philosophin, Künstlerin und Aktivistin
- Silva, Deolindo da, osttimoresischer Politiker
- Silva, Derick (* 1998), brasilianischer Sprinter
- Silva, Derick Fernando da (* 2002), brasilianischer Fußballspieler
- Silva, Diana (* 1995), portugiesische Fußballspielerin
- Silva, Diego (* 1965), mexikanischer Fußballspieler
- Silva, Diego (* 1987), uruguayischer Fußballspieler
- Silva, Diego Claudino da (* 1993), brasilianischer Fußballspieler
- Silva, Diogo (* 1998), portugiesischer Handballspieler
- Silva, Diogo da (* 1982), brasilianischer Taekwondoin
- Silva, Djamila (* 1996), kap-verdische Judoka
- Silva, Dolores (* 1991), portugiesische Fußballspielerin
- Silva, Domingas Álves da (* 1964), osttimoresische Politikerin
- Silva, Domingos Remedio da (* 1999), osttimoresischer Schwimmer
- Silva, Donato Gama da (* 1962), spanischer Fußballspieler
- Silva, Douglas (* 1988), brasilianischer SchauspielerDouglas Silva (* 1988)

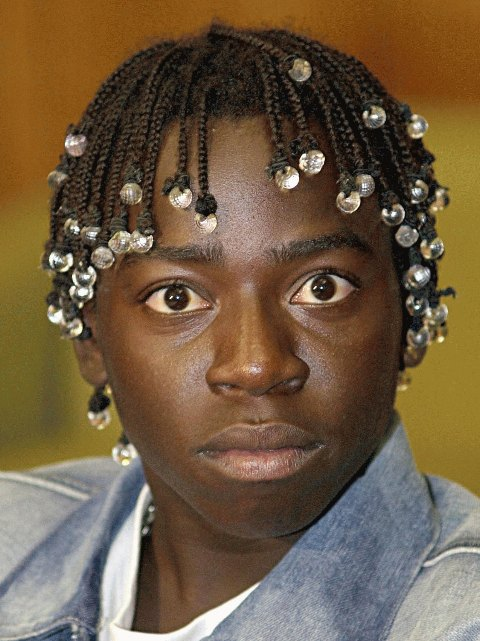
Douglas Silva (* 1988)

- Silva, Douglas da (* 1984), brasilianischer Fußballspieler
- Silva, Douglas Duarte da (* 1983), brasilianischer Volleyballspieler
- Silva, Duarte (1924–2015), portugiesischer Skirennläufer
- Silva, Duarte Leite Pereira da (1864–1950), portugiesischer Historiker, Journalist, Diplomat und Politiker

##### Silva, E
- Silva, Eden (* 1996), britische Tennisspielerin
- Silva, Edgar Bruno da (* 1987), brasilianischer Fußballspieler
- Silva, Edilson de Souza (* 1968), brasilianischer römisch-katholischer Geistlicher, Weihbischof in São Paulo
- Silva, Edílson José da (* 1978), brasilianischer Fußballspieler
- Silva, Edinanci (* 1976), brasilianische Judoka
- Silva, Edmar José da (* 1975), brasilianischer römisch-katholischer Geistlicher, Weihbischof in Belo Horizonte
- Silva, Edmílson dos Santos (* 1982), brasilianischer Fußballspieler
- Silva, Edmundo de Conceição (* 1946), indonesischer Unteroffizier und osttimoresischer Milizionär
- Silva, Edmundo de Macedo Soares e (1901–1989), brasilianischer Brigadegeneral und Politiker
- Silva, Eduardo Adelino da (* 1979), brasilianischer Fußballspieler
- Silva, Eduardo Alves da (* 1983), kroatisch-brasilianischer FußballspielerEduardo Alves da Silva (* 1983)

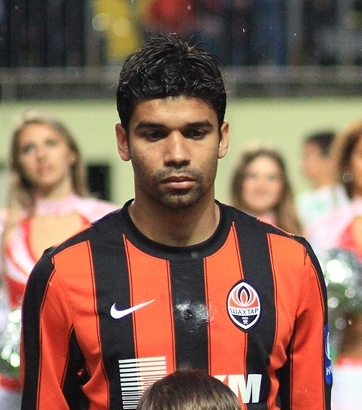
Eduardo Alves da Silva (* 1983)

- Silva, Eduardo Henrique da (* 1995), brasilianischer Fußballspieler
- Silva, Eduardo Pinheiro da (* 1959), brasilianischer Ordensgeistlicher, römisch-katholischer Bischof von Jaboticabal
- Silva, Edward (* 1975), uruguayischer Gewichtheber
- Silva, Elenilson da (* 1972), brasilianischer Langstreckenläufer
- Silva, Elpídio (* 1975), brasilianischer Fußballspieler
- Silva, Emanuel (* 1985), portugiesischer Kanute
- Silva, Emídio Rafael Augusto (* 1986), portugiesischer Fußballspieler
- Silva, Emílio da (* 1982), osttimoresischer Fußballspieler
- Silva, Eraldo Bispo da (* 1966), brasilianischer römisch-katholischer Geistlicher und Bischof von Patos
- Silva, Erivelto Emiliano da (* 1988), brasilianischer Fußballspieler
- Silva, Erlon (* 1991), brasilianischer Kanute
- Silva, Ernesto da, osttimoresischer Politiker
- Silva, Estanislau da (* 1952), osttimoresischer Politiker
- Silva, Estêvão (1845–1891), brasilianischer Maler
- Silva, Evaeverson Lemos da (* 1980), brasilianischer Fußballspieler
- Silva, Everson Pereira da (* 1975), brasilianischer Fußballspieler
- Silva, Everton (* 1988), brasilianischer Fußballspieler
- Silva, Ezequiel Santos da (* 1998), brasilianischer Fußballspieler

##### Silva, F
- Silva, Fabiana (* 1988), brasilianische Badmintonspielerin
- Silva, Fabiana Cristine da (* 1978), brasilianische Leichtathletin
- Silva, Fábio (* 2002), portugiesischer FußballspielerFábio Silva (* 2002)

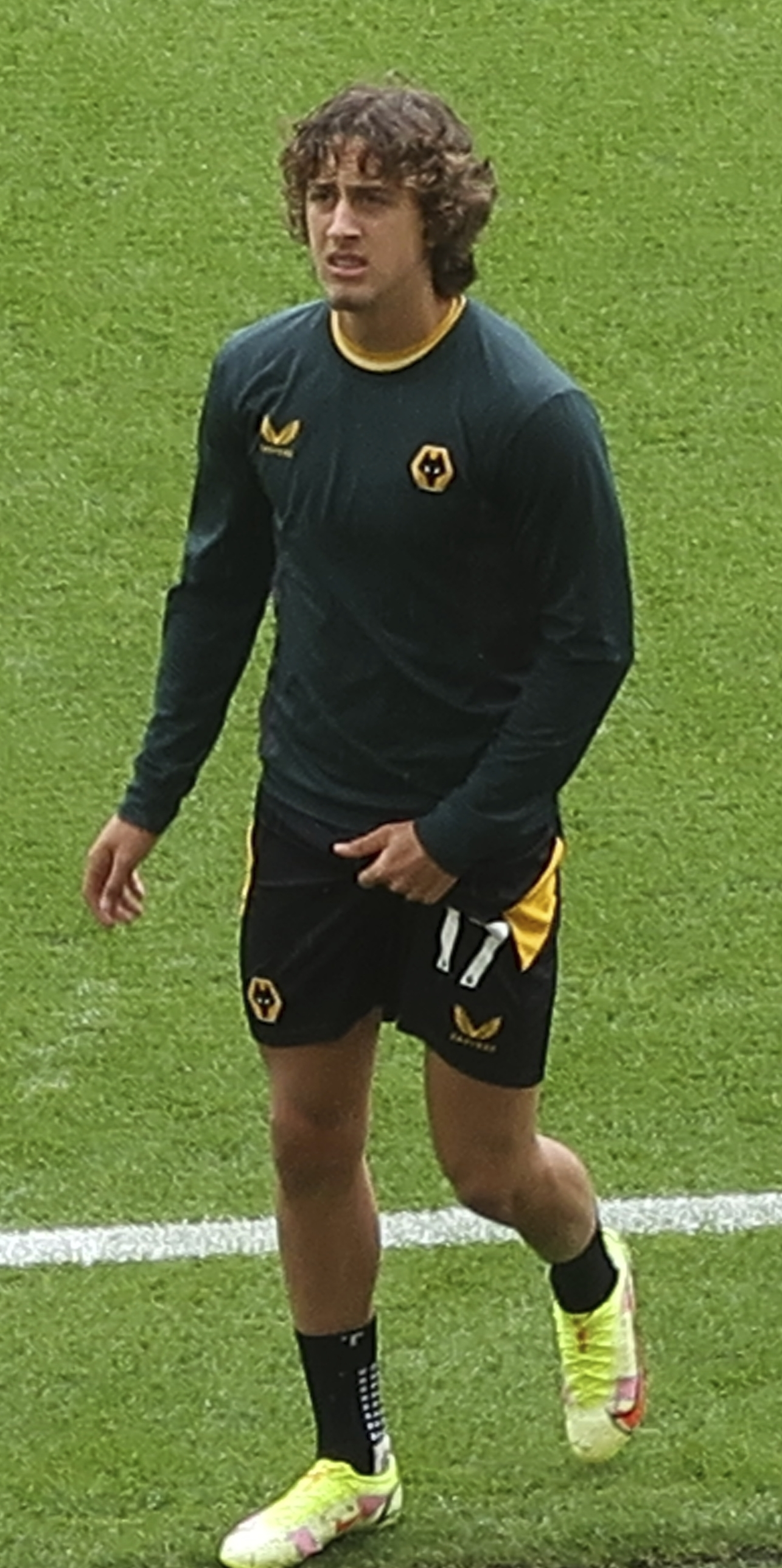
Fábio Silva (* 2002)

- Silva, Fábio da (* 1983), brasilianischer Stabhochspringer
- Silva, Fabiola da (* 1979), brasilianische Inline-Skaterin
- Silva, Fabricio (* 1990), uruguayischer Fußballspieler
- Silva, Facundo (* 1996), uruguayischer Fußballspieler
- Silva, Fátima (* 1970), portugiesische Langstreckenläuferin
- Silva, Fausto Freitas da (* 1963), osttimoresischer Politiker
- Silva, Federico (1923–2022), mexikanischer Maler und Bildhauer
- Silva, Felipe de Sousa (* 1992), brasilianischer Fußballspieler
- Silva, Fern (* 1982), US-amerikanischer Filmregisseur und Kameramann
- Silva, Fernanda da (* 1989), brasilianische Handballspielerin
- Silva, Fernando (* 1972), portugiesischer Badmintonspieler
- Silva, Fernando (* 1977), andorranischer Fußballspieler
- Silva, Fernando (* 1980), portugiesischer Langstreckenläufer
- Silva, Fernando (* 1986), brasilianischer Schwimmer
- Silva, Fernando (* 1991), brasilianischer Fußballspieler
- Silva, Fernando Matos (* 1940), portugiesischer Regisseur
- Silva, Fernando Tamagnini de Abreu e (1856–1924), portugiesischer General
- Silva, Flávio Maria Guterres da, osttimoresischer Politiker
- Silva, Florêncio Carlos de Abreu e (1882–1969), brasilianischer Jurist, Geograph, Historiker und Statistiker
- Silva, Florent Da (* 2003), französisch-brasilianischer Fußballspieler
- Silva, Frances (* 1992), US-amerikanische Fußballspielerin
- Silva, Francisco (* 1983), uruguayischer Fußballspieler
- Silva, Francisco Carlos da (* 1955), brasilianischer Geistlicher, römisch-katholischer Bischof von Jaú
- Silva, Francisco da, osttimoresischer Soldat
- Silva, Francisco da (1943–2019), osttimoresischer Beamter und Administrator
- Silva, Francisco Ernandi Lima da (* 1959), brasilianischer Fußballspieler
- Silva, Francisco Maldonado da (1592–1639), peruanischer Arzt, Märtyrer des Judentums in Peru
- Silva, Francisco Manuel da (1795–1865), brasilianischer Komponist
- Silva, Francisco Pereira da (1918–1985), brasilianischer Dramatiker
- Silva, Francisco Teixeira da (1826–1894), portugiesischer Gouverneur
- Silva, Frank (1950–1995), US-amerikanischer Requisiteur und Schauspieler
- Silva, Fred (1927–2004), US-amerikanischer Schiedsrichter im American Football
- Silva, Frederico Ferreira (* 1995), portugiesischer Tennisspieler

##### Silva, G
- Silva, Gabriel (* 1991), brasilianischer Fußballspieler
- Silva, Gabriel da (* 1988), Schweizer Schauspieler und Filmemacher
- Silva, Gabriel Gama da (* 2003), brasilianischer Fußballspieler
- Silva, Gastón (* 1994), uruguayischer Fußballspieler
- Silva, Geovane Luís da (* 1971), brasilianischer römisch-katholischer Geistlicher, Bischof von Divinópolis
- Silva, Geovani (* 1964), brasilianischer Fußballspieler
- Silva, Geraldo Eulálio do Nascimento e (1917–2003), brasilianischer Diplomat
- Silva, Gerardo (* 1965), mexikanischer Fußballspieler
- Silva, Germán (* 1968), mexikanischer Langstreckenläufer
- Silva, Gervásio Cardoso de Jesus da, osttimoresischer Politiker
- Silva, Gilberto (* 1976), brasilianischer FußballspielerGilberto Silva (* 1976)

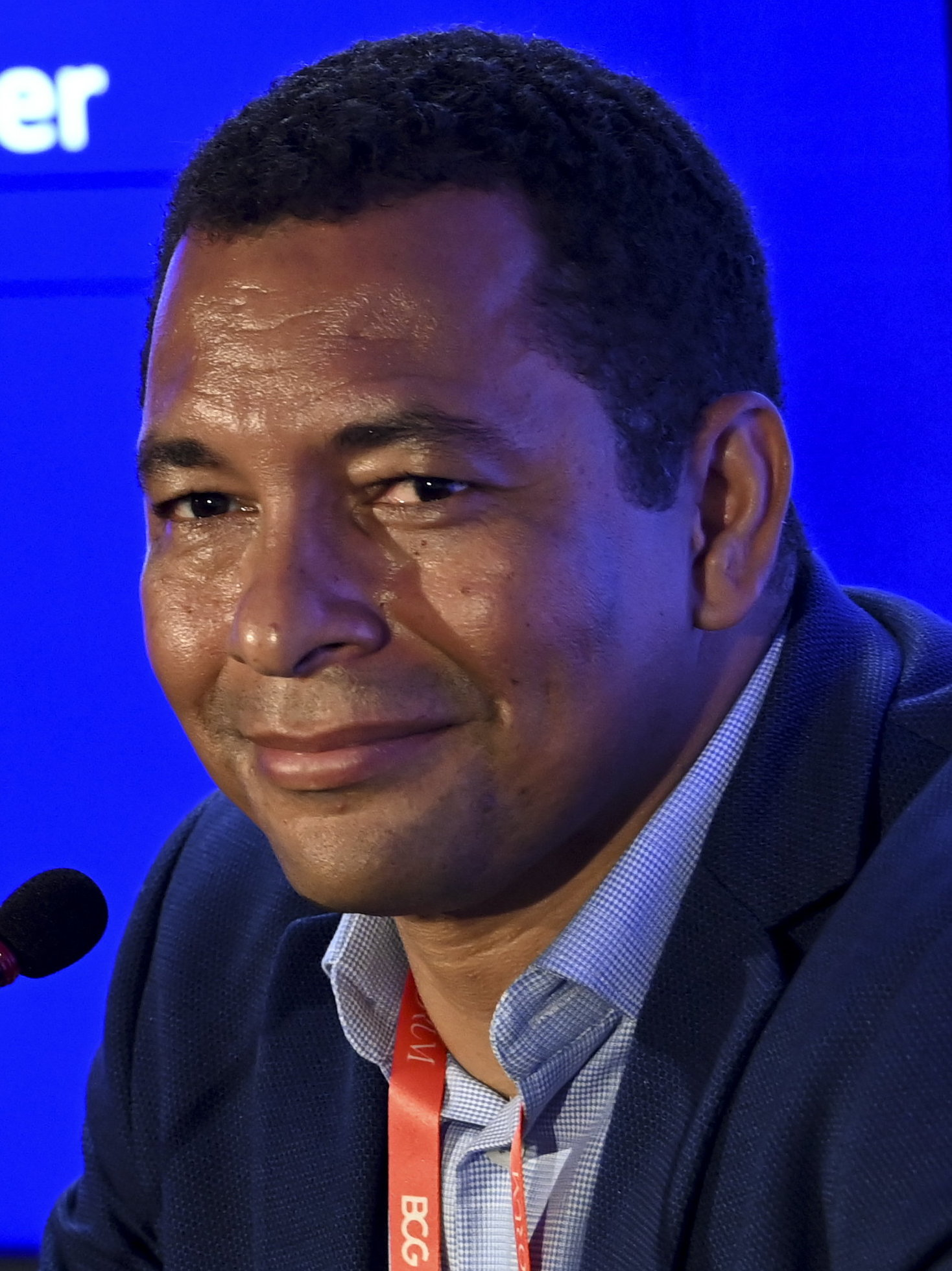
Gilberto Silva (* 1976)

- Silva, Gilberto da (* 1965), brasilianischer lutherischer Theologe
- Silva, Gildeón, uruguayischer Fußballspieler
- Silva, Gilmar (* 1984), brasilianischer Fußballspieler
- Silva, Gilson Andrade da (* 1966), brasilianischer römisch-katholischer Geistlicher und Bischof von Nova Iguaçu
- Silva, Giovanni (1882–1957), italienischer Astronom
- Silva, Gleison da (* 1994), brasilianischer Leichtathlet
- Silva, Gualdino do Carmo da, osttimoresischer Geologe und Beamter
- Silva, Guilhermino da (1957–2019), osttimoresischer Jurist, Präsident des Tribunal de Recurso, Osttimors höchstem Gericht
- Silva, Gustavo Carneiro (* 1972), brasilianischer Rollstuhltennisspieler
- Silva, Gustavo Claudio da (* 1988), brasilianischer Fußballspieler

##### Silva, H
- Silva, Harlei de Menezes (* 1972), brasilianischer Fußballspieler
- Silva, Héctor (1940–2015), uruguayischer Fußballspieler
- Silva, Hélio da (1923–1987), brasilianischer Sprinter und Dreispringer
- Silva, Henrique Andrade (* 1985), brasilianischer Fußballspieler
- Silva, Henry (1926–2022), US-amerikanischer Schauspieler
- Silva, Henry Rangel (* 1961), venezolanischer Militärangehöriger und Politiker
- Silva, Hermínia (1907–1993), portugiesische Sängerin und Schauspielerin
- Silva, Honorina (* 1915), brasilianische Pianistin
- Silva, Hugo Vieira da (* 1974), portugiesischer Filmregisseur und Drehbuchautor

##### Silva, I
- Silva, Ibson Barreto da (* 1983), brasilianischer Fußballspieler
- Silva, Iggy (* 1990), US-amerikanischer Bahn- und Straßenradrennfahrer
- Silva, Igor (* 1996), brasilianischer Fußballspieler
- Silva, Inocêncio Francisco da (1810–1876), portugiesischer Literaturwissenschaftler, Schriftsteller und Enzyklopädist
- Silva, Ismael (* 1994), brasilianischer Fußballspieler
- Silva, Iván (* 1993), uruguayischer Fußballspieler
- Silva, Iván Felipe (* 1996), kubanischer Judoka
- Silva, Ivan Quaresma da (* 1997), brasilianischer Fußballspieler
- Silva, Ivone (1935–1987), portugiesische Schauspielerin
- Silva, Izabela da (* 1995), brasilianische Diskuswerferin

##### Silva, J
- Silva, Jackie (* 1962), brasilianische Beachvolleyballspielerin
- Silva, Jaime (1935–2003), kolumbianischer Fußballspieler
- Silva, Jaime (* 1954), portugiesischer Politiker und Landwirtschaftsminister
- Silva, Jairo de Macedo da (* 1992), brasilianischer Fußballspieler
- Silva, Jason (* 1991), chilenischer Fußballspieler
- Silva, Jean-Baptiste (1682–1742), französischer Arzt
- Silva, Jerónimo da, osttimoresischer Politiker
- Silva, Jerônimo Tomé da (1849–1924), brasilianischer Geistlicher, römisch-katholischer Erzbischof von São Salvador da Bahia
- Silva, Jéssica (* 1994), portugiesische FußballspielerinJéssica Silva (* 1994)

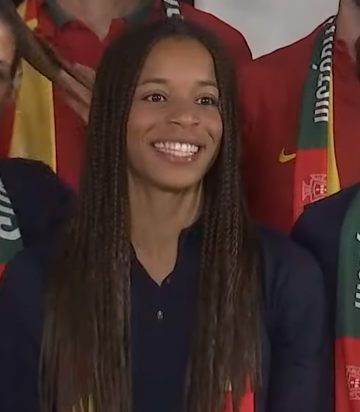
Jéssica Silva (* 1994)

- Silva, Jo da (* 1967), britische Bauingenieurin
- Silva, João (* 1966), südafrikanisch-portugiesischer Fotojournalist
- Silva, João Batista da (* 1955), brasilianischer Fußballspieler
- Silva, João Batista da (* 1963), brasilianischer Sprinter
- Silva, João da (* 1977), osttimoresischer Marineoffizier
- Silva, João Manuel Pereira da (1817–1898), brasilianischer Autor, Historiker und Politiker
- Silva, João Paulo da (* 1985), brasilianischer Fußballspieler
- Silva, João Pedro (* 1989), portugiesischer Triathlet
- Silva, João Pedro Pereira (* 1990), portugiesischer Fußballspieler
- Silva, Joaquim Eulálio do Nascimento e (1883–1965), brasilianischer Dichter der Moderne und Diplomat
- Silva, Joaquim Vítor da, brasilianischer Oberst, Großgrundbesitzer und Politiker
- Silva, Johanna (* 1997), deutsche Tennisspielerin
- Silva, John da (1934–2021), neuseeländischer Ringer und Boxer
- Silva, Joke (* 1961), nigerianische Schauspielerin und Regisseurin
- Silva, Jonathan (* 1994), argentinischer Fußballspieler
- Silva, Jonathan Henrique (* 1991), brasilianischer Dreispringer
- Silva, Jonathan Rafael da (* 1991), brasilianischer Fußballspieler
- Silva, Jorge da (* 1961), uruguayischer Fußballspieler und -trainer
- Silva, Jorge Nuno (* 1956), portugiesischer Mathematiker
- Silva, Jorge Pereira da (* 1985), brasilianischer Fußballspieler
- Silva, José (1914–1999), US-amerikanischer Parapsychologe
- Silva, José Agustinho da, osttimoresischer Politiker
- Silva, José Altevir da (* 1962), brasilianischer Ordensgeistlicher, römisch-katholischer Prälat von Tefé
- Silva, José Barreto Quintas da (* 1998), osttimoresischer Boxer
- Silva, José Belisário da (* 1945), brasilianischer Ordensgeistlicher, römisch-katholischer Erzbischof von São Luís do Maranhão
- Silva, José Celestino da (1849–1911), portugiesischer Gouverneur von Portugiesisch-Timor
- Silva, José da Costa e (1747–1819), portugiesischer Architekt
- Silva, José Jadílson dos Santos (* 1977), brasilianischer Fußballspieler
- Silva, José João Viegas da (* 2003), osttimoresischer Schwimmer
- Silva, José Leonardo Ribeiro da (* 1988), brasilianischer Fußballspieler
- Silva, José Lucas da (* 1970), osttimoresischer Hochschullehrer
- Silva, José María (1804–1876), Supremo Director der Provinz El Salvador
- Silva, José Marques da (1869–1947), portugiesischer Architekt
- Silva, José Martins da (1936–2015), brasilianischer Ordensgeistlicher, römisch-katholischer Erzbischof von Porto Velho
- Silva, José Vicente Pinto de Alencar da (* 1958), brasilianischer römisch-katholischer Geistlicher und Bischof von Salgueiro
- Silva, José Vieira da (* 1953), portugiesischer Politiker und Wirtschaftswissenschaftler
- Silva, José Vitor Rodrigues Ribeiro da (* 1991), brasilianischer Fußballspieler
- Silva, Josefa Adao da, osttimoresische Unabhängigkeitsaktivistin
- Silva, Josenildo Brito da (* 1993), brasilianischer Fußballspieler
- Silva, Jota (* 1999), portugiesischer Fußballspieler
- Silva, Juan (1930–2007), chilenischer Marathonläufer
- Silva, Juan (* 1981), uruguayischer Fußballspieler
- Silva, Juan (* 1990), chilenischer Fußballspieler
- Silva, Juan III. de (* 1510), spanischer Botschafter im Vereinigten Königreich, 5. Conde de Cifuentes
- Silva, Juan Manuel (* 1970), chilenischer Fußballspieler
- Silva, Juarez Sousa da (* 1961), brasilianischer Geistlicher und römisch-katholischer Erzbischof von Teresina
- Silva, Júlia Konishi Camargo (* 2000), brasilianische Tennisspielerin
- Silva, Julião da, osttimoresischer Politiker
- Silva, Júlio (* 1979), brasilianischer Tennisspieler
- Silva, July da (* 1994), brasilianische Mittelstreckenläuferin

##### Silva, K
- Silva, Kaushal (* 1986), sri-lankischer Cricketspieler
- Silva, Kleber Rogerio do Carmo (* 1981), brasilianischer Fußballspieler

##### Silva, L
- Silva, Laila Ferrer de (* 1982), brasilianische Speerwerferin
- Silva, Leandro (* 1987), uruguayischer Fußballspieler
- Silva, Leandro Antônio da (* 1982), brasilianischer Fußballspieler
- Silva, Leandro da (* 1988), brasilianischer Fußballspieler
- Silva, Léo (* 1985), brasilianischer Fußballspieler
- Silva, Leonardo Ferreira da (* 1980), brasilianischer Fußballspieler
- Silva, Leonardo Henriques da (* 1982), brasilianischer Fußballspieler
- Silva, Leônidas da (1913–2004), brasilianischer FußballspielerLeônidas da Silva (1913–2004)

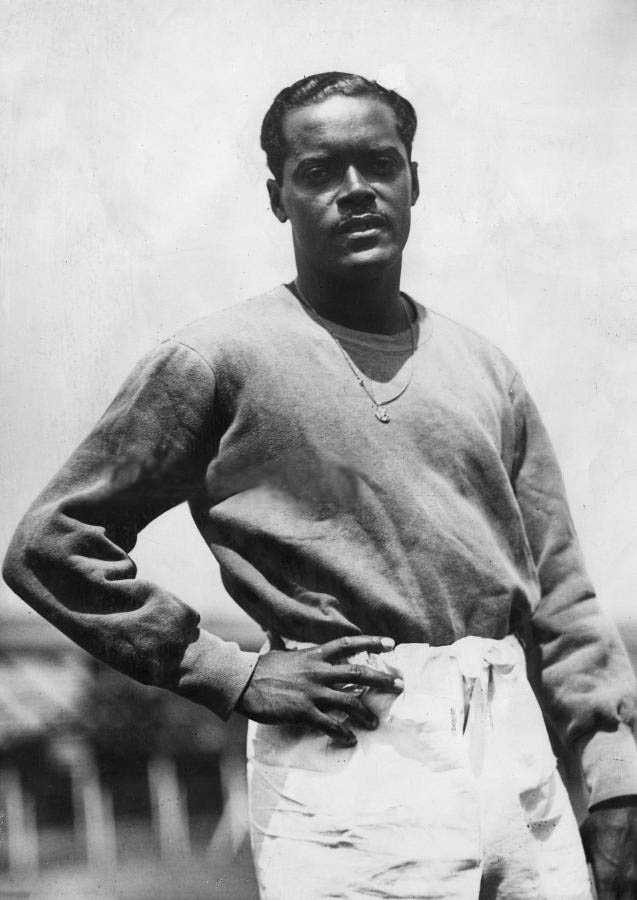
Leônidas da Silva (1913–2004)

- Silva, Leslie (* 1968), US-amerikanische Schauspielerin
- Silva, Lígia (* 1981), brasilianische Tischtennisspielerin
- Silva, Lígia Filomena Coelho da (* 1966), osttimoresische Politikerin
- Silva, Limacêdo Antônio da (* 1960), brasilianischer Geistlicher und römisch-katholischer Bischof von Afogados da Ingazeira
- Silva, Lomelino (1892–1967), portugiesischer Opernsänger
- Silva, Lorenzo (* 1966), spanischer Schriftsteller von Kriminalromanen und Kinderbüchern
- Silva, Lucas (* 1993), brasilianischer Fußballspieler
- Silva, Lucas Rodrigues da (* 2001), brasilianischer Sprinter
- Silva, Lucimara da (* 1985), brasilianische Siebenkämpferin
- Silva, Ludmila da (* 1994), brasilianische Fußballspielerin
- Silva, Luís (1902–1963), portugiesischer Springreiter
- Silva, Luís Alves de Lima e (1803–1880), brasilianischer Marschall
- Silva, Luís Augusto Rebelo da (1822–1871), portugiesischer Journalist, Historiker, Romancier und Politiker
- Silva, Luís Cláudio Carvalho da (* 1987), brasilianischer Fußballspieler
- Silva, Luís Roberto da (* 1977), osttimoresischer Politiker
- Silva, Luiz Inácio Lula da (* 1945), brasilianischer Politiker und PräsidentLuiz Inácio Lula da Silva (* 1945)

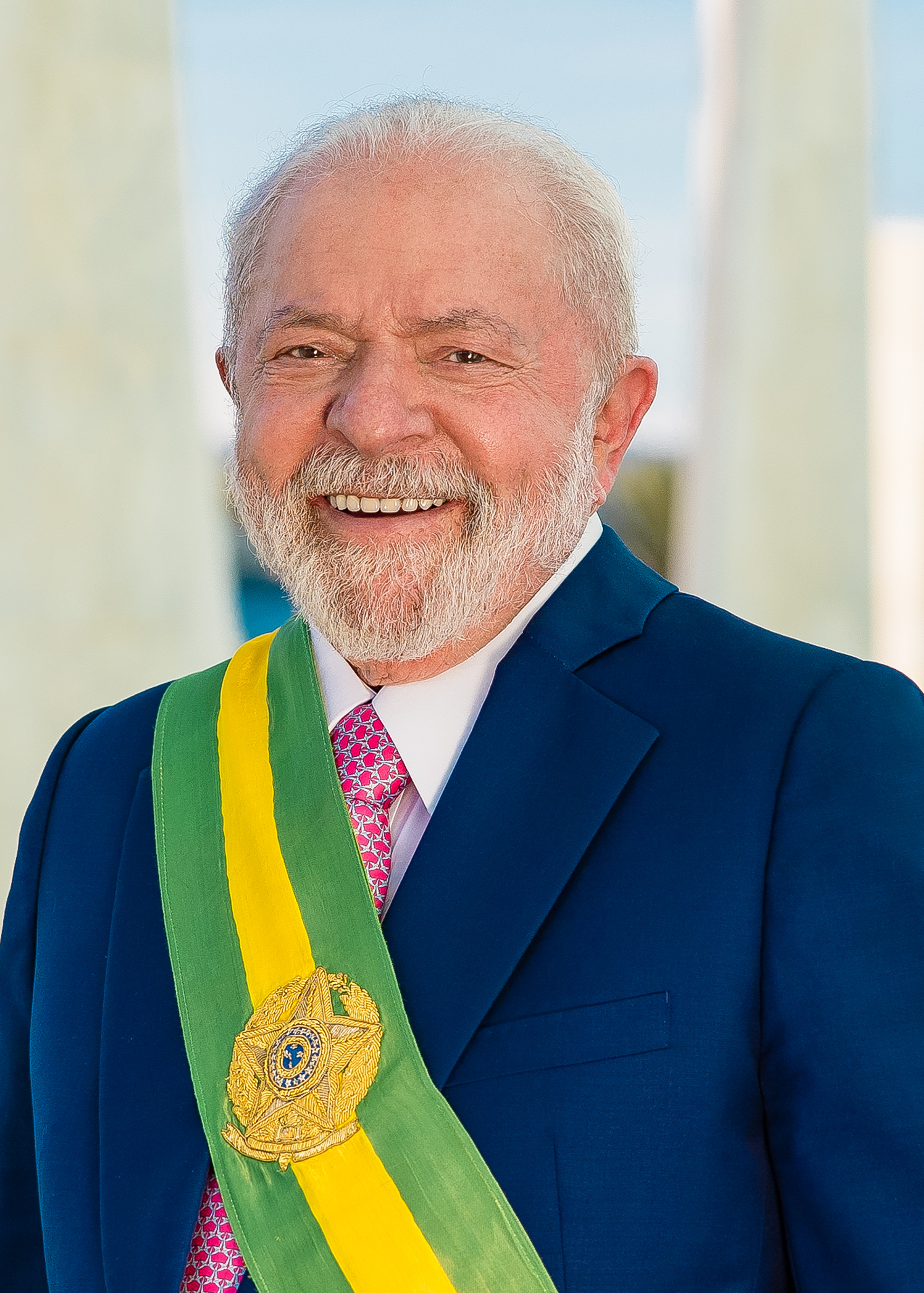
Luiz Inácio Lula da Silva (* 1945)

- Silva, Luiz Mauricio da (* 2000), brasilianischer Speerwerfer
- Silva, Luíz Moutinho de Lima Alvares e (1792–1863), brasilianischer Diplomat
- Silva, Luiz Sérgio Duarte da, brasilianischer Soziologe und Historiker

##### Silva, M
- Silva, Madalena da, osttimoresische Politikerin
- Silva, Magno José da (* 1992), brasilianischer Fußballspieler
- Silva, Manex (* 2002), spanisch-brasilianischer Skilangläufer
- Silva, Manuel Carvalho da (* 1948), portugiesischer Gewerkschafter und Soziologe
- Silva, Manuel Costa e (1938–1999), portugiesischer Kameramann und Filmregisseur
- Silva, Manuel Gaspar Soares da (* 1959), osttimoresischer Politiker
- Silva, Manuel I. Bento Rodrigues da (1800–1869), Patriarch von Lissabon und Kardinal der römisch-katholischen Kirche
- Silva, Marcelo (* 1989), uruguayischer Fußballspieler
- Silva, Marcelo Antônio da (* 1972), brasilianischer römisch-katholischer Geistlicher und Weihbischof in Santo Amaro
- Silva, Marcelo Cândido da, brasilianischer Historiker
- Silva, Marciano da, osttimoresischer Diplomat
- Silva, Marcio dos Santos (* 1969), brasilianischer Fußballspieler
- Silva, Marco (* 1977), portugiesischer Fußballspieler und -trainerMarco Silva (* 1977)

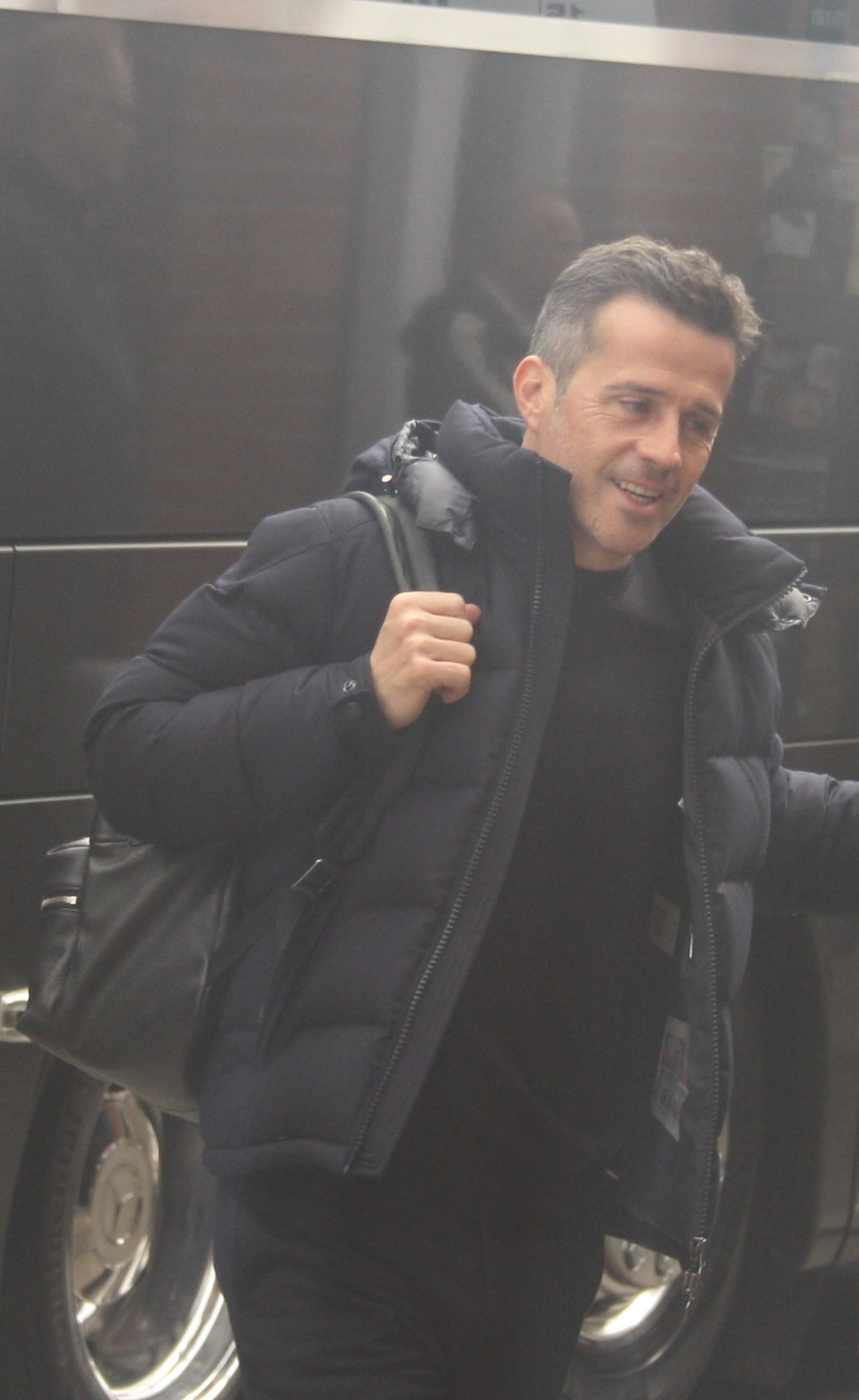
Marco Silva (* 1977)

- Silva, Marco da (* 1977), deutsch-portugiesischer Choreograf, Sänger und Tänzer
- Silva, Marco da (* 1992), französisch-portugiesischer Fußballspieler
- Silva, Marcos (* 1954), brasilianischer Jazzmusiker
- Silva, Marcos Aurélio Fernandes da (* 1977), brasilianischer Fußballspieler
- Silva, Marcos Vinícius da Costa Soares da (* 1991), brasilianischer Fußballspieler
- Silva, María (1941–2023), spanische Schauspielerin
- Silva, María (* 1997), brasilianische Tennisspielerin
- Silva, Maria Adozinda Pires da (* 1975), osttimoresische Politikerin
- Silva, Maria Cavaco (* 1938), portugiesische Literaturwissenschaftlerin und Primeira-dama von Portugal
- Silva, María Fernanda (* 1965), argentinische Diplomatin
- Silva, Maria José Marques da (1914–1996), portugiesische Architektin
- Silva, Maria Lucineida da (* 2001), brasilianische Leichtathletin
- Silva, Maria Soares da (1961–2021), osttimoresische Unabhängigkeitsaktivistin
- Silva, Marianaily (* 2002), kubanische Speerwerferin
- Silva, Marie-Hélène da (* 1956), kanadische Geigerin, Schauspielerin und Musikerzieherin
- Silva, Marina (* 1958), brasilianische Umweltschützerin und PolitikerinMarina Silva (* 1958)

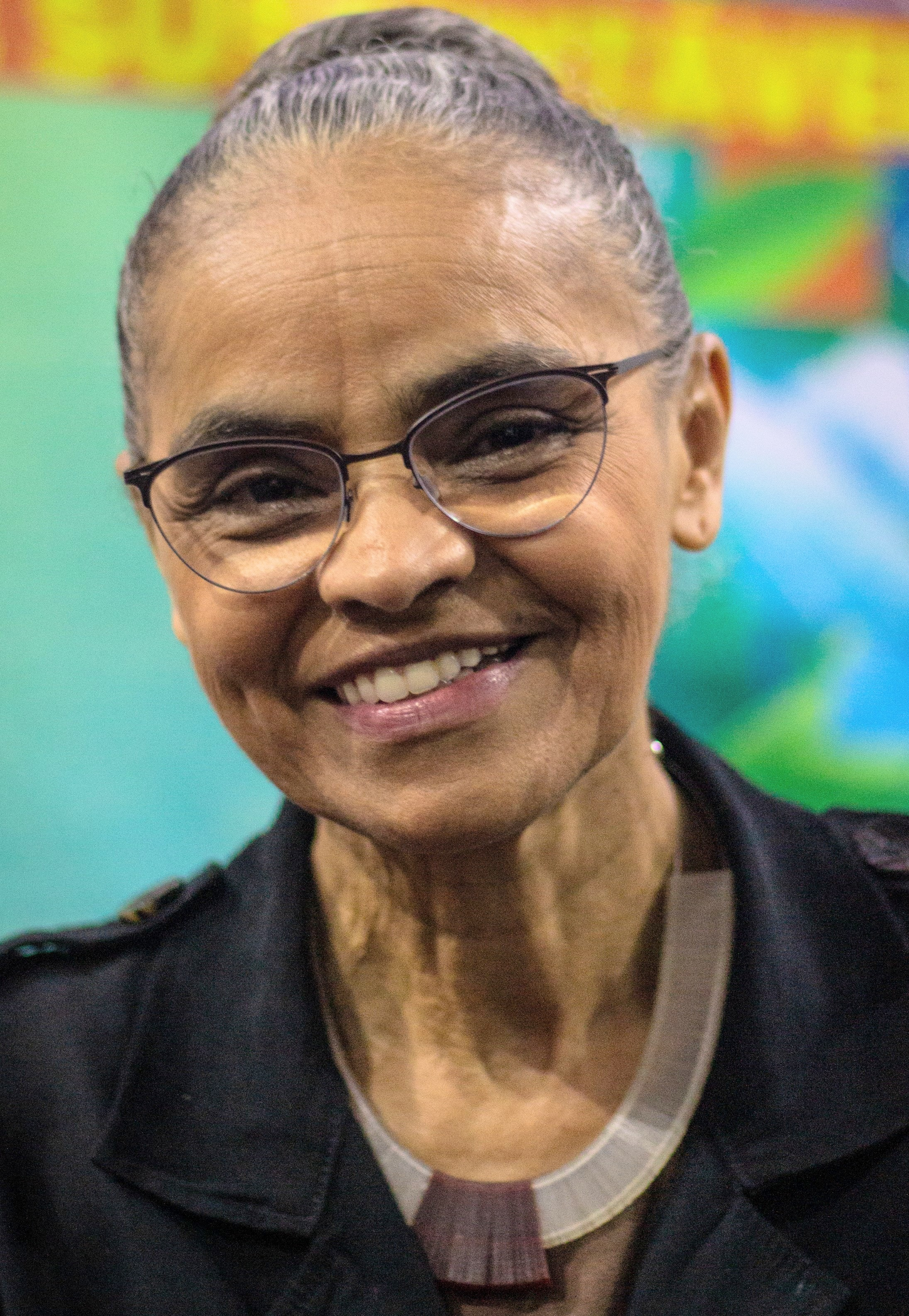
Marina Silva (* 1958)

- Silva, Marino da (* 1986), brasilianischer Fußballspieler
- Silva, Mário (1940–2023), portugiesischer Radrennfahrer
- Silva, Mário (* 1961), portugiesischer Mittel- und Langstreckenläufer
- Silva, Mario (* 1966), kanadischer Politiker
- Silva, Mário (* 1993), portugiesischer Taekwondoin
- Silva, Mário Antônio da (* 1966), brasilianischer Geistlicher, römisch-katholischer Erzbischof von Cuiabá
- Silva, Mario César da (* 1978), brasilianischer Fußballspieler
- Silva, Marlon Henrique Brandão da (* 1991), brasilianischer Fußballspieler
- Silva, Martín (* 1983), uruguayischer Fußballtorhüter
- Silva, Massimo (* 1951), italienischer Fußballspieler und -trainer
- Silva, Matheus da (* 2001), brasilianischer Leichtathlet
- Silva, Mauro (* 1968), brasilianischer FußballspielerMauro Silva (* 1968)

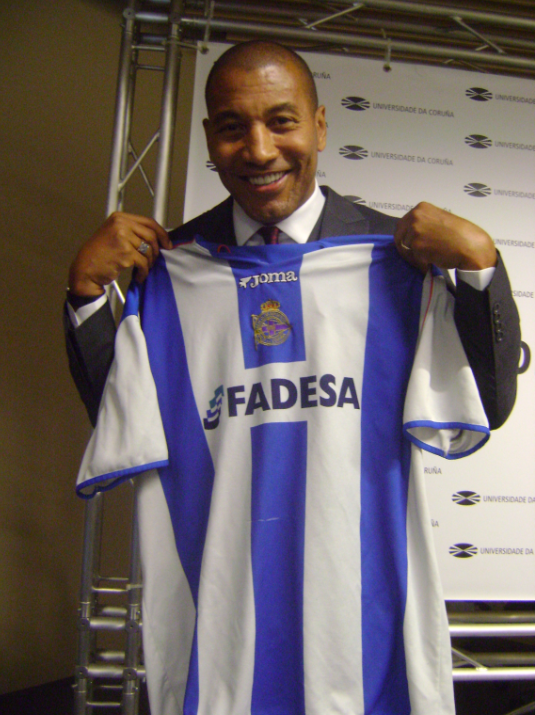
Mauro Silva (* 1968)

- Silva, Mauro Vinícius da (* 1986), brasilianischer Weitspringer
- Silva, Michael (* 1988), chilenischer Fußballspieler
- Silva, Minnette de (1918–1998), sri-lankische Architektin und Pionierin der tropischen Moderne in Sri Lanka
- Silva, Moacir (* 1954), brasilianischer Geistlicher, römisch-katholischer Erzbischof von Ribeirão Preto
- Silva, Moisés (* 1941), chilenischer Fußballspieler
- Silva, Myrta (1927–1987), puerto-ricanische Sängerin, Schauspielerin und Komponistin

##### Silva, N
- Silva, Natércia Cipriana Coelho da, osttimoresische Diplomatin
- Silva, Neil de (* 1969), Sprinter aus Trinidad und Tobago
- Silva, Néstor (* 1982), uruguayischer Fußballspieler
- Silva, Nicole da (* 1982), deutsche Popsängerin, Moderatorin, Schauspielerin, Model
- Silva, Nivaldo Lourenço da (* 1975), brasilianischer Fußballspieler
- Silva, Núbia (* 2002), brasilianische Leichtathletin
- Silva, Nuno da (* 1994), portugiesischer Fußballspieler

##### Silva, O
- Silva, Olinto (* 1960), venezolanischer Radrennfahrer
- Silva, Oscar da (1870–1958), portugiesischer Pianist, Komponist und Musikpädagoge
- Silva, Oscar da (* 1998), deutscher BasketballspielerOscar da Silva (* 1998)

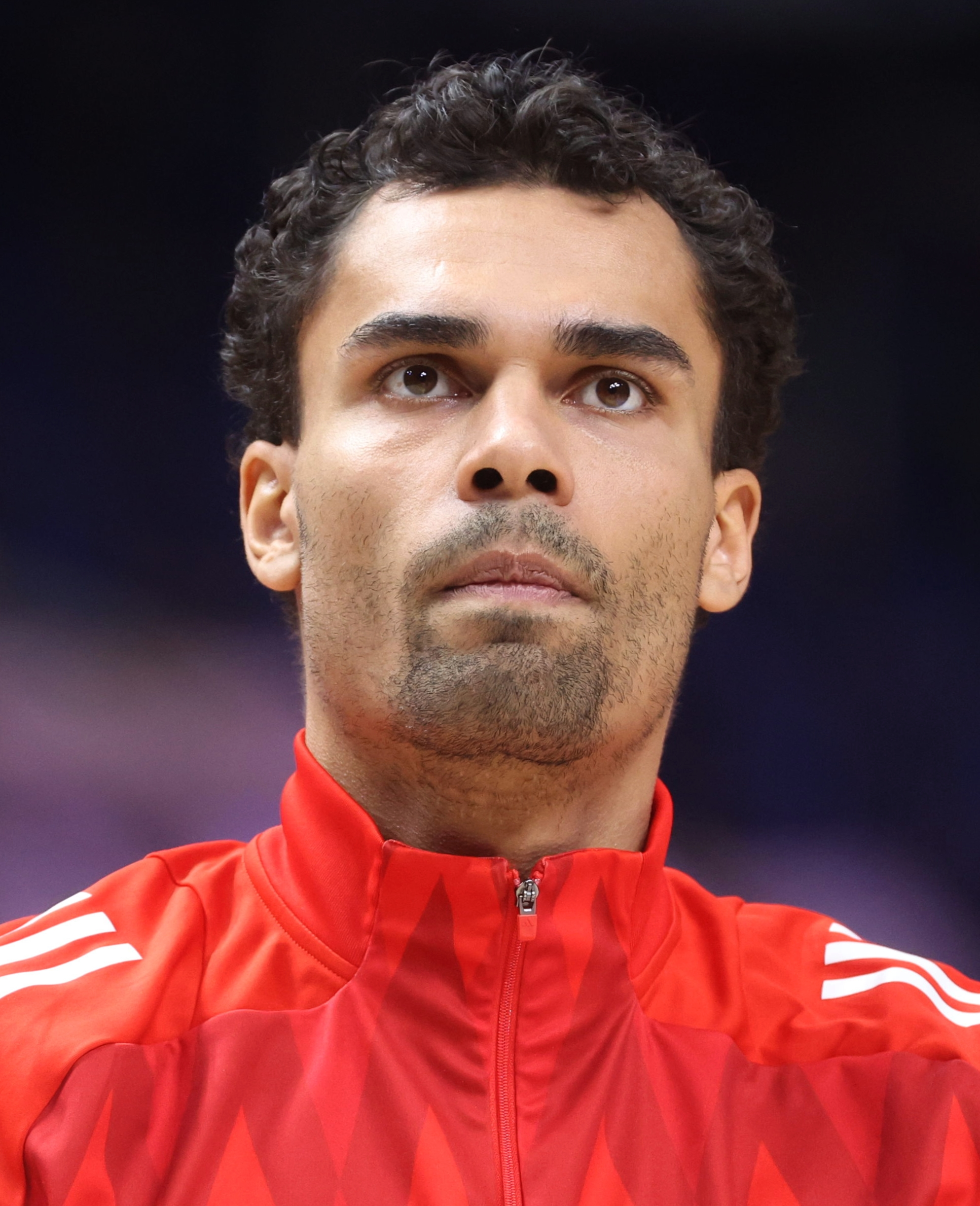
Oscar da Silva (* 1998)

- Silva, Oswaldo da (1926–1997), brasilianischer Fußballspieler
- Silva, Otacílio Luziano Da (* 1954), brasilianischer Geistlicher und emeritierter römisch-katholischer Bischof von Catanduva

##### Silva, P
- Silva, Pablo (* 1984), uruguayischer Fußballspieler
- Silva, Pascal, Schweizer Sänger
- Silva, Patápio (1880–1907), brasilianischer Flötist, Gitarrist und Komponist
- Silva, Patrícia (* 1999), portugiesische Mittelstreckenläuferin
- Silva, Patrício da (1756–1840), portugiesischer Bischof
- Silva, Patrick Roberto Daniel da (* 1985), brasilianischer Fußballspieler
- Silva, Paul da (* 1987), französischer Politiker (Parti Pirate)
- Silva, Paulo da (* 1980), paraguayischer Fußballspieler
- Silva, Paulo Henrique da (* 1995), brasilianischer Hürdenläufer
- Silva, Pedro da (* 1966), brasilianischer Zehnkämpfer
- Silva, Pedro Nolasco da (1842–1912), portugiesisch-macanesischer Schriftsteller und Politiker
- Silva, Plínio José Luz da (* 1955), brasilianischer Geistlicher, Bischof von Picos

##### Silva, Q
- Silva, Quintino Rodrigues de Oliveira e (1863–1929), brasilianischer Geistlicher, römisch-katholischer Bischof von Crato

##### Silva, R
- Silva, Rafa (* 1993), portugiesischer FußballspielerRafa Silva (* 1993)

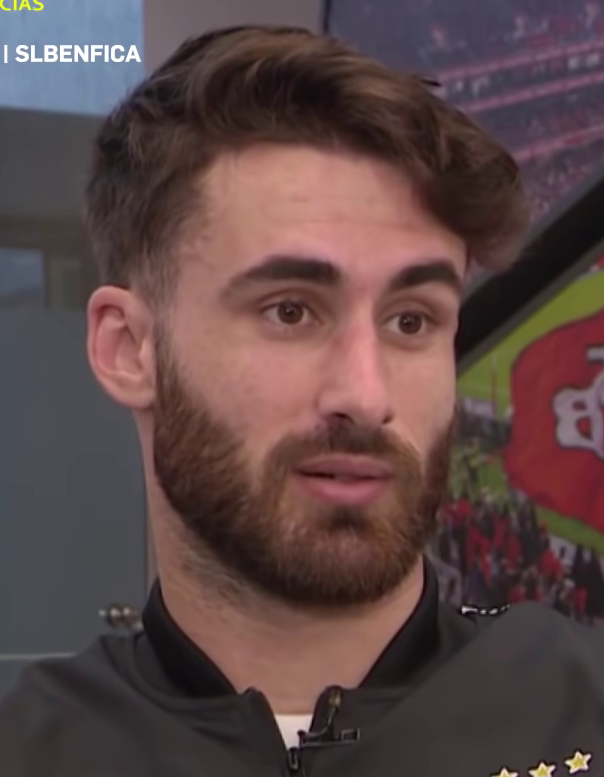
Rafa Silva (* 1993)

- Silva, Rafael (* 1987), brasilianischer Judoka
- Silva, Rafael (* 1990), brasilianischer Fußballspieler
- Silva, Rafael (* 1992), brasilianischer Fußballspieler
- Silva, Rafael (* 1994), brasilianisch-US-amerikanischer Schauspieler
- Silva, Rafaela (* 1992), brasilianische Judoka
- Silva, Ramón (* 1948), uruguayischer Fußballspieler und Trainer
- Silva, Raphael (* 1992), brasilianischer Fußballspieler
- Silva, Rebecca Cavalcanti Barbosa (* 1993), brasilianische Beachvolleyballspielerin
- Silva, Regiane da (* 1971), brasilianisches Fitnessmodel
- Silva, Rejane da (* 1984), brasilianische Mittelstreckenläuferin
- Silva, Remízia de Fátima da (* 1973), osttimoresische Juristin
- Silva, Renan (* 1989), brasilianischer Fußballspieler
- Silva, Renato (* 1976), portugiesischer Radrennfahrer
- Silva, Renato Assis da (* 1983), brasilianischer Fußballspieler
- Silva, Renilde Corte-Real da, osttimoresischer Soldat
- Silva, Reynaldo dos Santos (* 1989), brasilianischer Fußballspieler
- Silva, Ricardo Jesus da (* 1985), brasilianischer Fußballspieler
- Silva, Ricardo Modesto da (* 1979), brasilianischer Fußballspieler
- Silva, Ricardo Souza (* 1975), brasilianischer Fußballspieler
- Silva, Riccardo (* 1970), italienischer Geschäftsmann
- Silva, Robertinho (* 1941), brasilianischer Musiker
- Silva, Roberto (* 1976), peruanischer Fußballnationalspieler
- Silva, Roberto (* 1983), brasilianischer Straßenradrennfahrer
- Silva, Roberto da (* 1951), brasilianischer Fußballspieler
- Silva, Roberto José da (* 1965), brasilianischer Geistlicher und römisch-katholischer Bischof von Janaúba
- Silva, Robson Alves da (* 1986), brasilianischer Fußballspieler
- Silva, Robson da (* 1964), brasilianischer Sprinter
- Silva, Rodrigo Junior Paula (* 1988), brasilianischer Fußballspieler
- Silva, Rosária da (1959–2022), angolanische Schriftstellerin
- Silva, Rubén (* 1955), bolivianisch-polnischer Dirigent
- Silva, Rui (* 1977), portugiesischer Leichtathlet
- Silva, Rui (* 1993), portugiesischer Handballspieler
- Silva, Rui (* 1994), portugiesischer Fußballtorhüter
- Silva, Rui da (1951–1999), brasilianischer Sprinter
- Silva, Rui da (* 1968), portugiesischer House-DJ und Musikproduzent
- Silva, Rui Pedro (* 1981), portugiesischer Langstreckenläufer

##### Silva, S
- Silva, Sampathawaduge Maxwell Grenville (* 1953), römisch-katholischer Bischof
- Silva, Samuel Vanderlei da (* 2000), brasilianischer Fußballspieler
- Silva, Santiago (* 1980), uruguayischer Fußballspieler
- Silva, Santiago (* 1990), uruguayischer Fußballspieler
- Silva, Sarangi (* 1996), sri-lankische Leichtathletin
- Silva, Sebastián (* 1979), chilenischer Filmregisseur und Drehbuchautor
- Silva, Sebastián (* 1991), chilenischer Fußballspieler
- Silva, Sebastião Aparício da (1849–1943), portugiesischer römisch-katholischer Missionar, Jesuit und Generalvikar
- Silva, Semuel da († 1631), portugiesischer Arzt, Autor und Übersetzer
- Silva, Serafim de Sousa Ferreira e (* 1930), portugiesischer Geistlicher, emeritierter Bischof von Leiria-Fátima
- Silva, Serafino (* 1953), venezolanischer Radrennfahrer
- Silva, Sergio (* 1983), portugiesischer Triathlet
- Silva, Sérgio (* 1994), portugiesischer Fußballspieler
- Silva, Simone (1928–1957), französisches Starlet
- Silva, Solonei da (* 1982), brasilianischer Marathonläufer
- Silva, Stacey (* 1974), US-amerikanische Fernsehpersönlichkeit und Modedesignerin

##### Silva, T
- Silva, Talles (* 1991), brasilianischer Hochspringer
- Silva, Tânia da (* 1986), brasilianische Leichtathletik
- Silva, Tatiane da (* 1990), brasilianische Leichtathletin
- Silva, Thiago (* 1984), brasilianischer FußballspielerThiago Silva (* 1984)

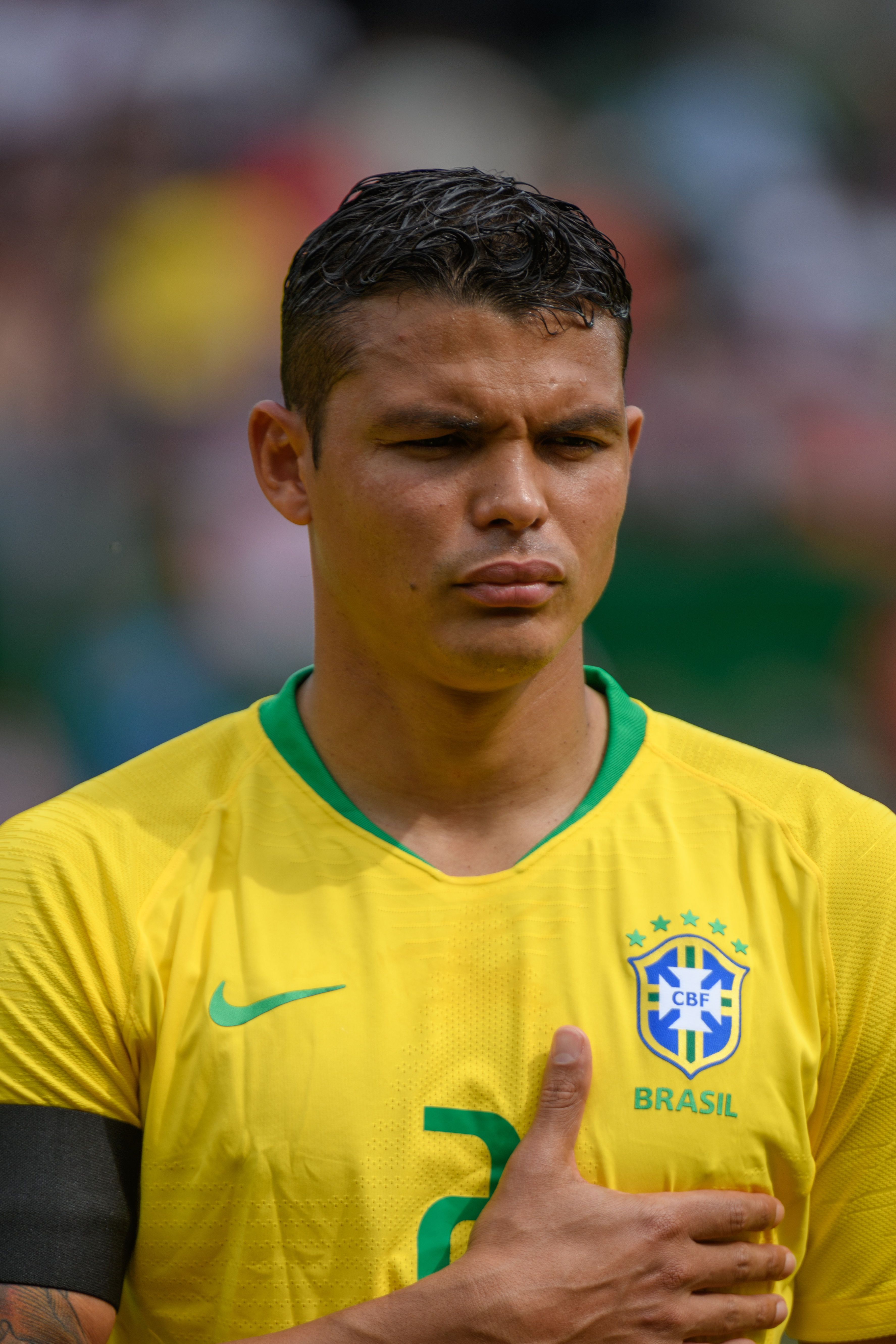
Thiago Silva (* 1984)

- Silva, Thiago Vanole Nogueira (* 1994), brasilianischer Volleyballspieler
- Silva, Tiago (* 1993), portugiesischer Fußballspieler
- Silva, Tiago Lemes da (* 1995), brasilianischer Sprinter
- Silva, Toni (* 1993), portugiesisch-Guinea-bissauischer Fußballspieler
- Silva, Trinidad (1950–1988), US-amerikanischer Schauspieler
- Silva, Tristan da (* 2001), deutsch-brasilianischer BasketballspielerTristan da Silva (* 2001)

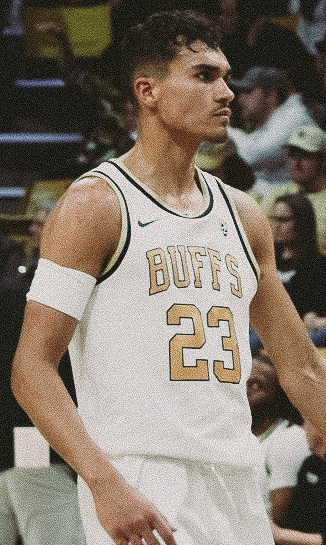
Tristan da Silva (* 2001)

##### Silva, U
- Silva, Ueslei Raimundo Pereira da (* 1972), brasilianischer Fußballspieler
- Silva, Ueverton da (* 1986), brasilianischer Fußballspieler
- Silva, Uilian Souza da (* 1982), brasilianischer Fußballspieler

##### Silva, V
- Silva, Valcemar (* 1968), brasilianischer Radrennfahrer
- Silva, Valdeci Basílio da (* 1972), brasilianischer Fußballspieler
- Silva, Vânia (* 1980), portugiesische Hammerwerferin
- Silva, Venâncio Gomes da († 1980), osttimoresischer Unabhängigkeitsaktivist und Politiker
- Silva, Vicente Ferreira da (1916–1963), brasilianischer Philosoph
- Silva, Victor da (* 1995), brasilianischer Fußballspieler
- Silva, Vinícius Conceição da (* 1977), brasilianischer Fußballspieler
- Silva, Vinoj De (* 1995), sri-lankischer Sprinter
- Silva, Virgílio do Carmo da (* 1967), osttimoresischer Geistlicher, römisch-katholischer Erzbischof von Dili, Kardinal
- Silva, Vragel da (* 1974), brasilianischer Fußballspieler und -trainer

##### Silva, W
- Silva, Walter Henrique da (* 1989), brasilianischer Fußballspieler
- Silva, Wanderlei (* 1976), brasilianischer Mixed-Martial-Arts-KämpferWanderlei Silva (* 1976)

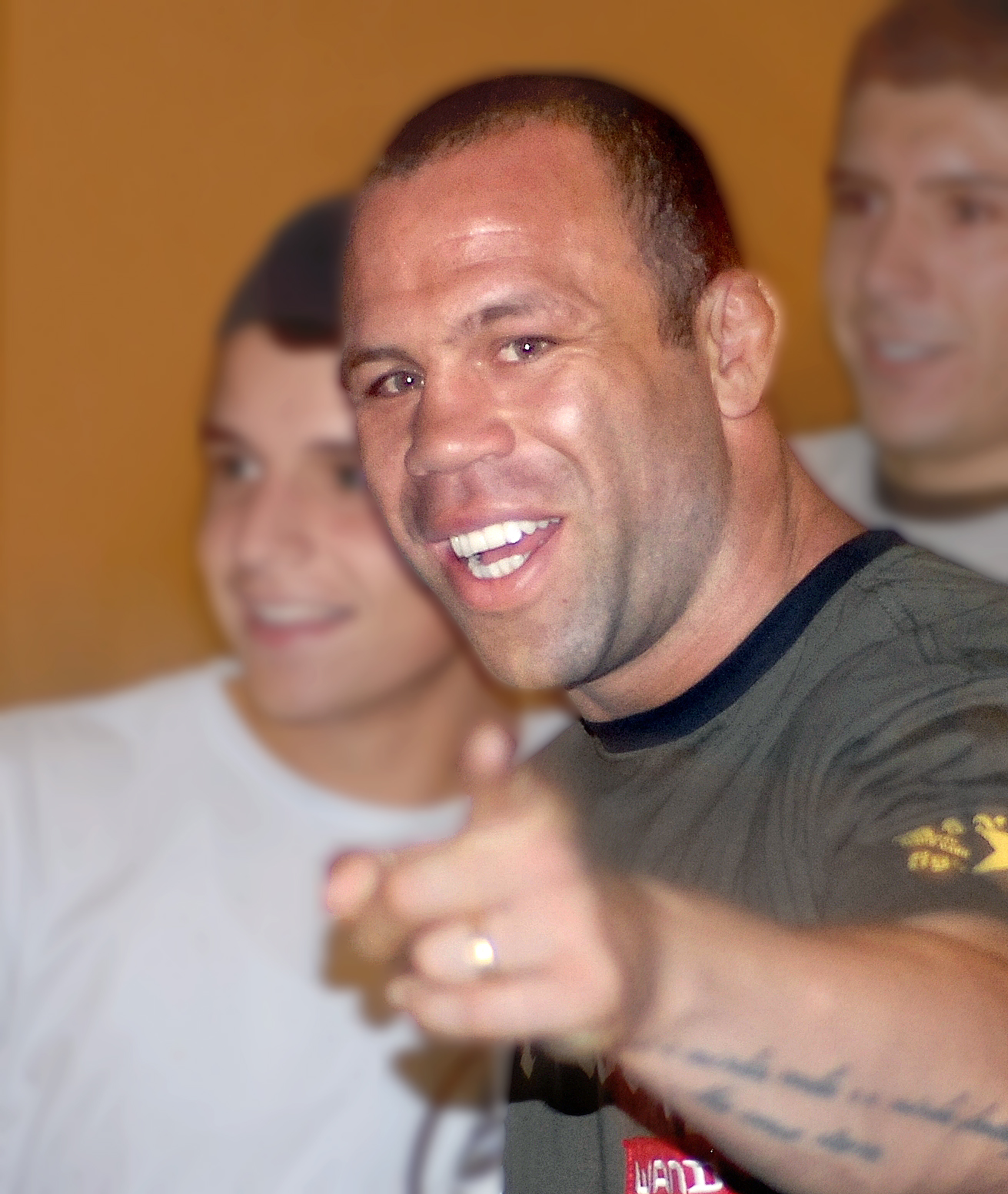
Wanderlei Silva (* 1976)

- Silva, Washington Luis Régis da (* 1954), brasilianischer Unternehmer und Kommunalpolitiker
- Silva, Washington Roberto Mariano da (* 1985), brasilianischer Fußballspieler
- Silva, Wellington (* 1988), brasilianischer Fußballspieler
- Silva, Wellington (* 1993), brasilianischer Fußballspieler
- Silva, Wellington Brito da (* 1985), bulgarisch-brasilianischer Fußballspieler
- Silva, Wilde Gomes da (* 1981), brasilianischer Fußballspieler

##### Silva, Y
- Silva, Yadira (* 1985), mexikanische Tischtennisspielerin
- Silva, Yago Fernando da (* 1992), brasilianischer Fußballspieler
- Silva, Yarisley (* 1987), kubanische Stabhochspringerin
- Silva, Ymanitu (* 1983), brasilianischer Rollstuhltennisspieler
- Silva, Yuri Antonio Costa da (* 1996), brasilianischer Fußballspieler

##### Silva, Z
- Silva, Zenildo Lima da (* 1968), brasilianischer römisch-katholischer Geistlicher und Weihbischof in Manaus

#### Silva-

##### Silva-B
- Silva-Bruhns, Julia da (1851–1923), Mutter von Thomas und Heinrich MannJulia da Silva-Bruhns (1851–1923)

Julia da Silva-Bruhns (1851–1923)

##### Silva-T
- Silva-Tarouca, Amadeo (1898–1971), österreichischer Philosoph
- Silva-Tarouca, Emanuel (1691–1771), politischer Berater Maria Theresias und Architekt des Barock
- Silva-Tarouca, Ernst Emanuel von (1860–1936), österreichisch-böhmischer Dendrologe und Politiker

#### Silvai
- Silvain, Christian (* 1950), belgischer Maler und Grafiker

#### Silvan
- Silvan, Rudolf (* 1967), österreichischer Politiker (SPÖ), Abgeordneter
- Silvander, Anna (* 1993), schwedische Leichtathletin
- Silvani, Alberto (* 1946), italienischer Geistlicher und emeritierter römisch-katholischer Bischof von Volterra
- Silvani, Aldo (1891–1964), italienischer Schauspieler
- Silvani, Ferdinando (1823–1899), italienischer Kupferstecher
- Silvani, Francesco, italienischer Librettist
- Silvani, Gherardo (1579–1675), italienischer Architekt und Bildhauer
- Silvani, Giuseppe Antonio (1672–1727), italienischer Musikverleger und Komponist
- Silvani, Maurilio (1882–1947), italienischer Geistlicher, römisch-katholischer Erzbischof und Diplomat des Heiligen Stuhls
- Silvani, Pier Francesco (1619–1685), italienischer Architekt
- Silvano, Judi (* 1951), US-amerikanische Jazzsängerin, Komponistin und Tänzerin
- Silvant, François (1949–2007), Schweizer Kabarettist
- Silvanus, antiker römischer Toreut
- Silvanus († 355), römischer Heermeister und Gegenkaiser
- Silvanus, Wilhelm (1927–1999), deutscher Volkswirt und Politiker (CDU, SPD), MdL Saarland

#### Silvas
- Silvas, Lucie (* 1977), britische Sängerin und Songwriterin
- Silvasy, Stephen (* 1941), US-amerikanischer Offizier, Generalmajor der US-Army

#### Silvat
- Silvaticus, Matthaeus (1285–1342), Mediziner, Lehrer und medizinischer Autor des Mittelalters

### Silve
- Silveira Calixto Filho, Célio da (* 1973), brasilianischer Geistlicher und römisch-katholischer Weihbischof in Rio de Janeiro
- Silveira da Silva, Clayton da (* 1995), brasilianischer Fußballspieler
- Silveira de Mello, Alonso (1901–1987), brasilianischer Ordensgeistlicher, römisch-katholischer Bischof und Prälat von Diamantino
- Silveira d’Elboux, Manuel da (1904–1970), brasilianischer Geistlicher, Erzbischof von Curitiba
- Silveira Gramont, Juan Felipe (1957–2009), uruguayischer Komponist und Musikpädagoge
- Silveira Pinto da Fonseca, Bernardo da (1780–1830), portugiesischer Offizier und Kolonialverwalter
- Silveira, Agnaldo Temóteo da (* 1977), brasilianischer Geistlicher, römisch-katholischer Bischof von Garanhuns
- Silveira, Alarico Júnior (1924–2004), brasilianischer Diplomat
- Silveira, Alcides (1938–2011), uruguayischer Fußballspieler und -trainer
- Silveira, Henrique da (1901–1973), portugiesischer Degenfechter
- Silveira, Hugo (* 1993), uruguayischer Fußballspieler
- Silveira, Jonathan (* 1996), uruguayischer Fußballspieler
- Silveira, Leonor (* 1970), portugiesische SchauspielerinLeonor Silveira (* 1970)

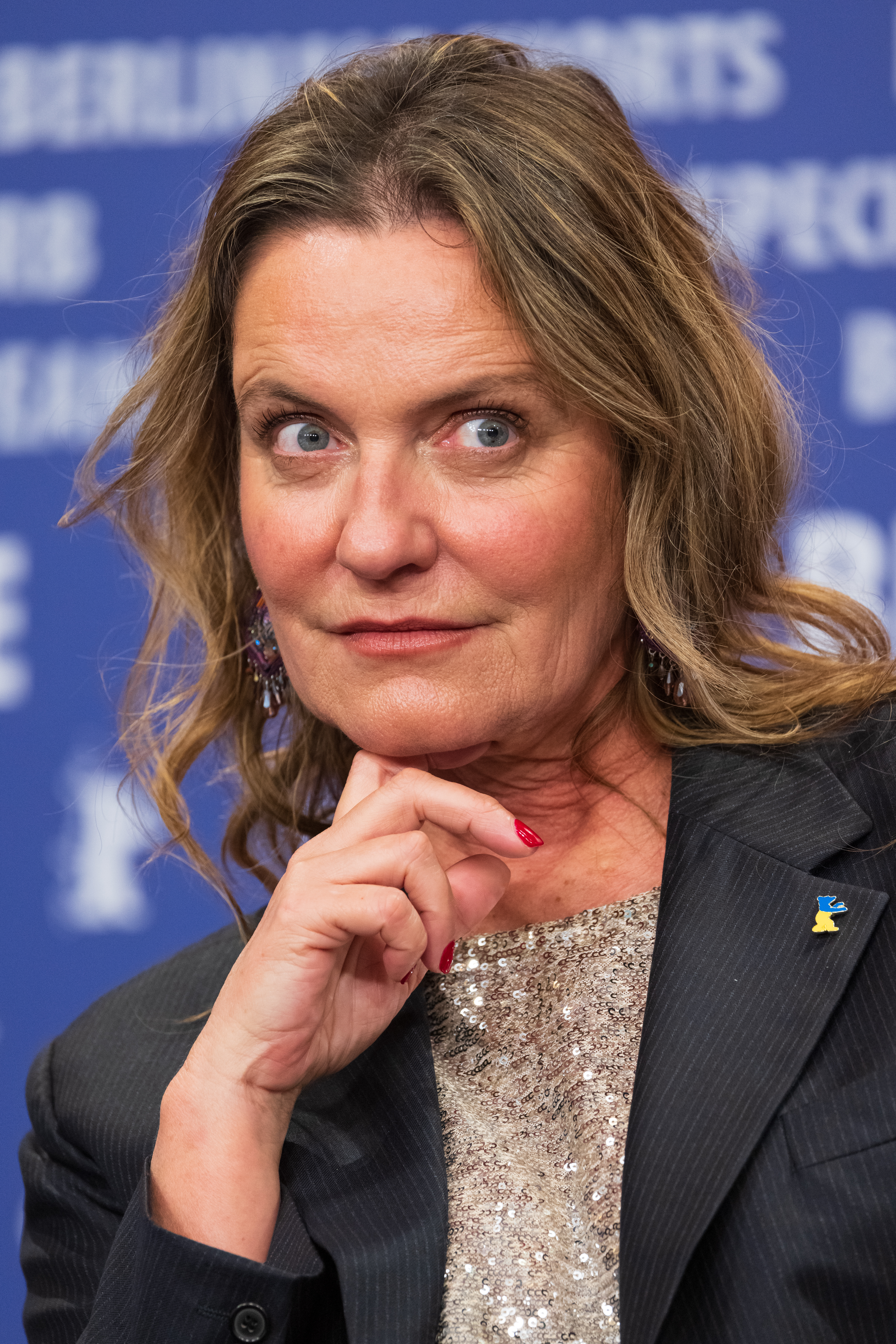
Leonor Silveira (* 1970)

- Silveira, Luiz Henrique da (1940–2015), brasilianischer Politiker, Gouverneur des Bundesstaates Santa Catarina
- Silveira, Maria do Carmo (* 1961), são-toméische Politikerin, Premierministerin von São Tomé und Príncipe
- Silveira, Martim (1911–1972), brasilianischer Fußballnationalspieler, Fußballtrainer
- Silveira, Messias dos Reis (* 1958), brasilianischer Geistlicher und römisch-katholischer Bischof von Teófilo Otoni
- Silveira, Michael (* 1992), uruguayischer Fußballspieler
- Silveira, Miguel (* 2003), brasilianischer Fußballspieler
- Silveira, Nicole Rocha (* 1994), brasilianische Skeletonpilotin
- Silveira, Nise da (1905–1999), brasilianische Psychiaterin und Marxistin
- Silveira, Pablo (* 1994), uruguayischer Fußballspieler
- Silveira, Pio de Freitas (1885–1963), brasilianischer Geistlicher, römisch-katholischer Bischof von Joinville
- Silveira, Regina (* 1939), brasilianische Malerin, Grafikerin, Videografikerin und Lehrerin
- Silveira, Sousa da (1883–1967), brasilianischer Romanist
- Silveira, Tatiele (* 1980), brasilianische Fußballtrainerin
- Silveira, Victor José (1923–1999), brasilianischer Diplomat
- Silvela Le Vielleuze, Francisco (1843–1905), Ministerpräsident von Spanien
- Silvennoinen, Emmi (* 1988), finnische Musikerin
- Silvennoinen, Heikki (1954–2024), finnischer Schauspieler, Drehbuchautor, Gitarrist, Sänger und Songwriter
- Silvennoinen, Hemmo (1932–2002), finnischer Skispringer
- Silvennoinen, Lauri (1916–2004), finnischer Skilangläufer
- Silver Bullet, englischer Hip-Hop-Musiker
- Silver Nikan (* 1989), niederländischer DJ und Produzent
- Silver, Adam (* 1962), US-amerikanischer Basketballfunktionär, Commissioner der NBAAdam Silver (* 1962)

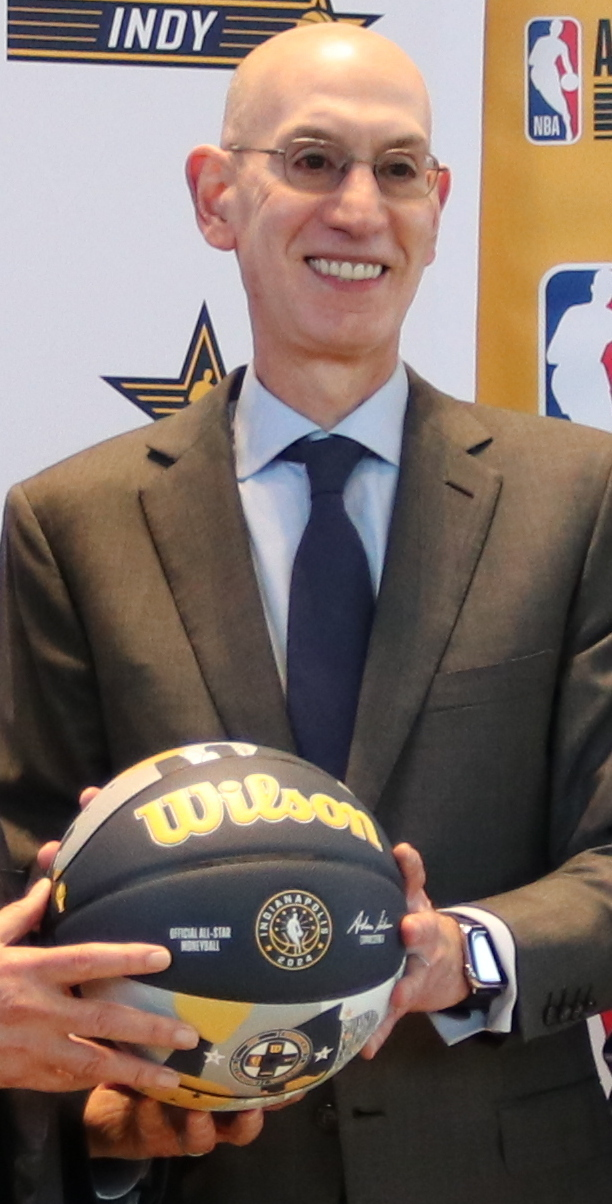
Adam Silver (* 1962)

- Silver, Amanda (* 1963), US-amerikanische Drehbuchautorin und Filmproduzentin
- Silver, Bernard (1924–1963), US-amerikanischer Elektroingenieur
- Silver, Beverly (* 1957), US-amerikanische Soziologin
- Silver, Chad (1969–1998), schweizerisch-kanadischer Eishockeyspieler
- Silver, Charles (1868–1949), französischer Komponist
- Silver, Cheyenne (* 1978), US-amerikanische Pornodarstellerin und Filmschauspielerin
- Silver, David (* 1976), britischer Informatiker
- Silver, Elaine (* 1988), US-amerikanische Schauspielerin
- Silver, Emily (* 1985), US-amerikanische Schwimmerin
- Silver, Frank (1896–1960), US-amerikanischer Songwriter, Bandleader und Vaudevilledarsteller
- Silver, Gisele (* 1976), israelische Schauspielerin
- Silver, Greta (* 1948), deutsche YouTuberin, Podcasterin, Speaker, Autorin, Kolumnistin und Best-Ager-Model
- Silver, Horace (1928–2014), US-amerikanischer Jazz-Pianist und KomponistHorace Silver (1928–2014)

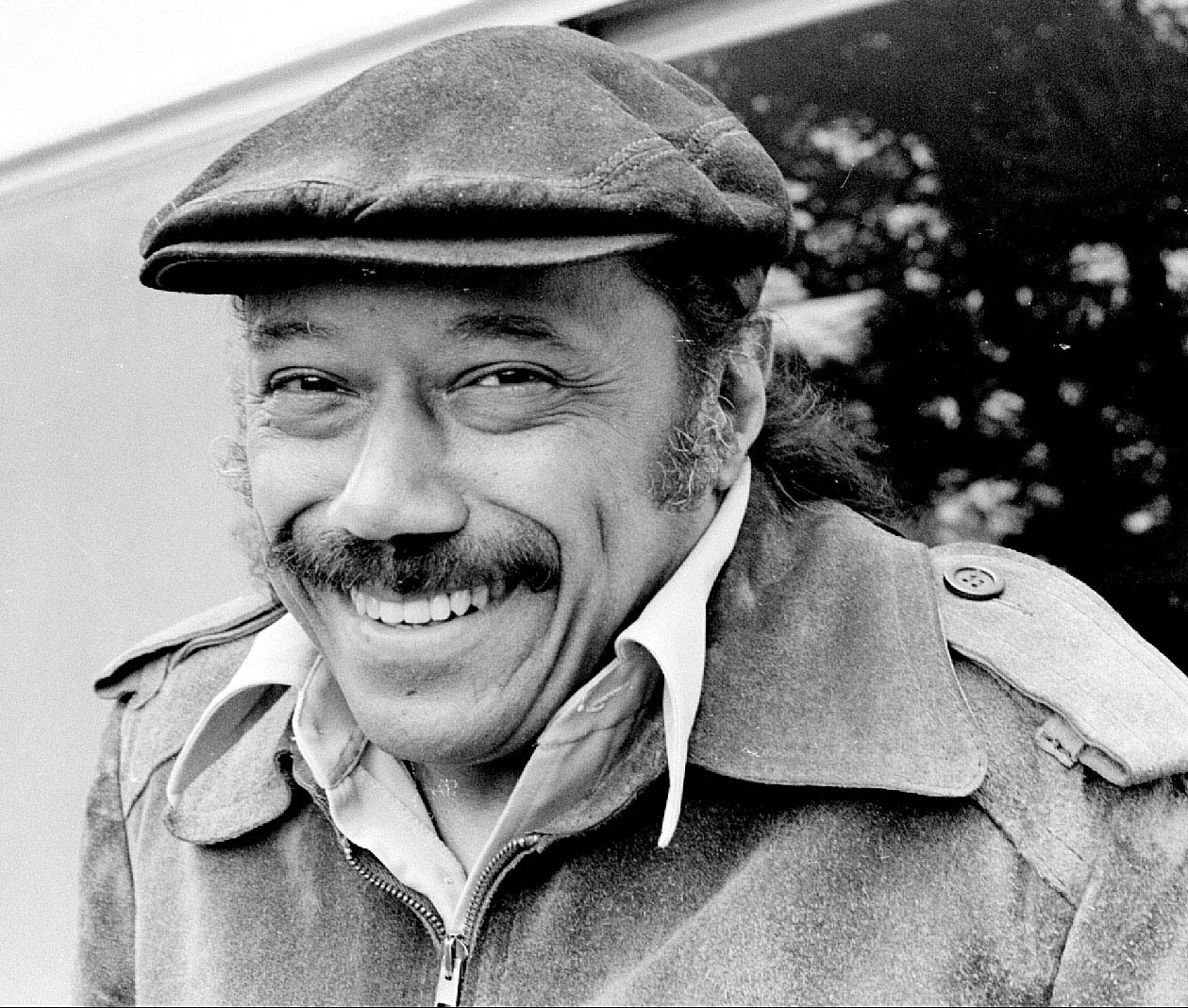
Horace Silver (1928–2014)

- Silver, Isidore (1906–1999), US-amerikanischer Romanist und Literaturwissenschaftler
- Silver, Jack (1942–2016), US-amerikanischer Mathematiker
- Silver, Jeffrey, US-amerikanischer Filmproduzent
- Silver, Joan Micklin (1935–2020), US-amerikanische Filmregisseurin und Drehbuchautorin
- Silver, Joel (* 1952), US-amerikanischer Filmproduzent
- Silver, John (* 1950), britischer Musiker, zweiter Schlagzeuger der britischen Progressive-Rock-Band Genesis
- Silver, Josh (* 1962), US-amerikanischer Metal-Keyboarder und Musikproduzent
- Silver, Julie (* 1981), tschechische Pornodarstellerin
- Silver, Larry (* 1934), US-amerikanischer Fotograf
- Silver, Liya (* 1999), russisches Erotikmodel und Pornodarstellerin
- Silver, Marjorie (1926–2014), amerikanische Unternehmerin im Schienenverkehr
- Silver, Max (* 1990), irisch-britischer Pokerspieler
- Silver, Melanie (* 1988), US-amerikanische Schauspielerin
- Silver, Michael B. (* 1967), US-amerikanischer Schauspieler
- Silver, Nate (* 1978), US-amerikanischer Statistiker
- Silver, Noah (* 1994), amerikanisch-französischer Schauspieler
- Silver, Pamela A. (* 1952), US-amerikanische Biochemikerin und Systembiologin
- Silver, Ron (1946–2009), US-amerikanischer SchauspielerRon Silver (1946–2009)

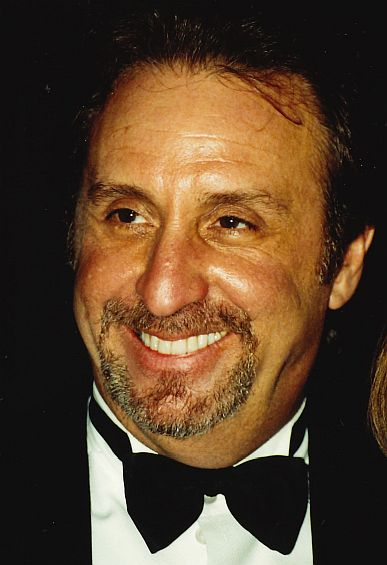
Ron Silver (1946–2009)

- Silver, Roslyn O. (* 1946), US-amerikanische Juristin
- Silver, Sandy (* 1969), kanadischer Politiker, Regierungschef des Territoriums Yukon
- Silver, Scott (* 1963), US-amerikanischer Regisseur, Drehbuchautor und Produzent
- Silver, Sheila (* 1946), US-amerikanische Komponistin und Musikpädagogin
- Silver, Sherrie (* 1994), ruandisch-britische Tänzerin und Choreographin
- Silver, Spencer (1941–2021), US-amerikanischer Chemiker
- Silver, Steven (* 1989), US-amerikanischer Filmschauspieler
- Silver, Susan (* 1958), US-amerikanische Musikmanagerin
- Silver, Tuane (* 2004), namibische Kugelstoßerin und Diskuswerferin
- Silver, Ünal (1948–2023), deutsch-türkischer Schauspieler
- Silver, Véronique (1931–2010), französische Schauspielerin
- Silver, Vivian (1949–2023), kanadisch-israelische Friedensaktivistin
- Silver, Zuleyka (* 1991), mexikanische Schauspieler und Model
- Silvera Antúnez, Marcos (* 1947), uruguayischer Historiker und Numismatiker
- Silvera, Adam (* 1990), US-amerikanischer Jugendbuchautor
- Silvera, Andrés (* 1977), argentinischer Fußballspieler
- Silvera, César (* 1971), uruguayischer Fußballspieler
- Silvera, Darrell (1900–1983), US-amerikanischer Szenenbildner und Artdirector
- Silvera, Joey (* 1951), US-amerikanischer Pornodarsteller, Regisseur und Produzent von PornofilmenJoey Silvera (* 1951)

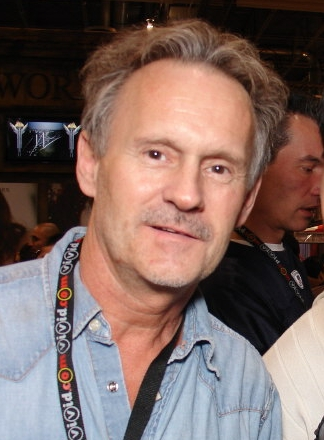
Joey Silvera (* 1951)

- Silvera, Martín (* 1995), uruguayischer Fußballspieler
- Silvera, Maximiliano (* 1997), uruguayischer Fußballspieler
- Silvera, Samuel (* 2000), australisch-englischer Fußballspieler
- Silvera, Sebastián (* 1986), uruguayischer Fußballspieler
- Silverberg, Adolf (1845–1903), jüdischer Industrieller
- Silverberg, Alice (* 1958), amerikanische Mathematikerin und Hochschullehrerin
- Silverberg, Paul (1876–1959), deutscher Industrieller
- Silverberg, Pinky (1904–1964), US-amerikanischer Boxer im Fliegengewicht
- Silverberg, Robbin Ami (* 1958), kanadisch-US-amerikanische Buchkünstlerin und Papierherstellerin
- Silverberg, Robert (* 1935), US-amerikanischer Science-Fiction-Autor
- Silverbrook, Kia (* 1958), australischer Erfinder
- Silvercruys, Robert (1893–1975), belgischer Diplomat
- Silvergieter, Kevin (* 1988), deutscher Schauspieler und Sänger
- Silverheels, Jay (1912–1980), kanadischer Schauspieler
- Silveri, Alexander (1910–1986), österreichischer Bildhauer
- Silveri, Paolo (1913–2001), italienischer Opernsänger (Bariton) und Gesangspädagoge
- Silveria, David (* 1972), US-amerikanischer SchlagzeugerDavid Silveria (* 1972)

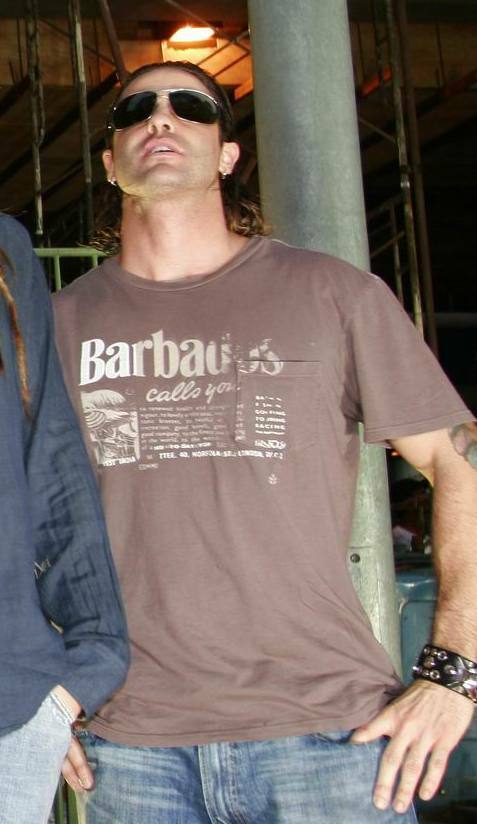
David Silveria (* 1972)

- Silveria, Jay B., US-amerikanischer Offizier, Generalleutnant der US Air Force
- Silverius († 537), Papst (536–537)
- Silverman, Allan Jay (* 1955), US-amerikanischer Philosoph und Philosophiehistoriker
- Silverman, Bernard (* 1952), britischer Mathematiker
- Silverman, Cara (1959–2014), US-amerikanische Filmeditorin
- Silverman, David (* 1957), amerikanischer Animator und Filmregisseur
- Silverman, Faye-Ellen (* 1947), US-amerikanische Komponistin, Pianistin und Musikpädagogin
- Silverman, Jonathan (* 1966), US-amerikanischer Schauspieler
- Silverman, Joseph (* 1955), US-amerikanischer Zahlentheoretiker und Hochschullehrer
- Silverman, Julius (1905–1996), britischer Politiker der Labour Partei
- Silverman, Kaja (* 1947), US-amerikanische Filmkritikerin, Kunsthistorikerin, Autorin und Feministin
- Silverman, Katie (* 2005), US-amerikanische Schauspielerin und Synchronsprecherin
- Silverman, Ken (* 1975), US-amerikanischer Computerspieleprogrammierer
- Silverman, Kenneth (1936–2017), US-amerikanischer Literaturwissenschaftler und Biograf
- Silverman, Laura (* 1966), US-amerikanische Schauspielerin und Synchronsprecherin
- Silverman, Michael R. (* 1943), US-amerikanischer Mikrobiologe
- Silverman, Mike, US-amerikanischer Musiker
- Silverman, Morris (1912–2006), US-amerikanischer Unternehmer und Philanthrop
- Silverman, Richard Bruce (* 1946), US-amerikanischer Chemiker
- Silverman, Robert (* 1938), kanadischer Pianist und Musikpädagoge
- Silverman, Sarah (* 1970), amerikanische Komikerin, Schauspielerin und SchriftstellerinSarah Silverman (* 1970)

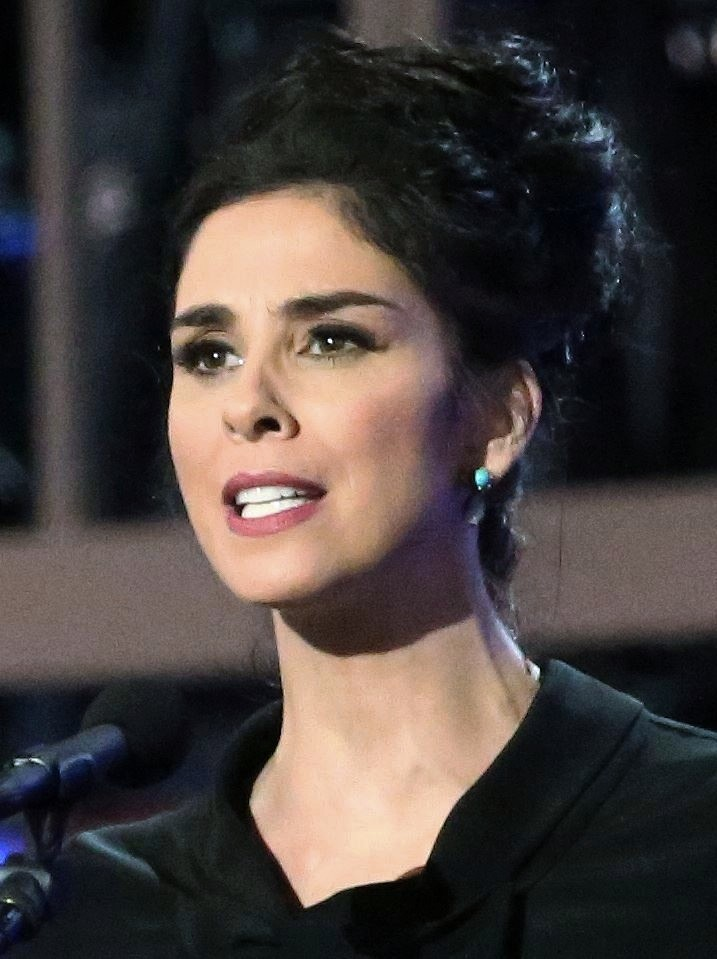
Sarah Silverman (* 1970)

- Silverman, Sime (1873–1933), US-amerikanischer Zeitungsverleger
- Silverman, Steven (* 1988), US-amerikanischer Pokerspieler
- Silvero Acosta, Claudio (* 1935), paraguayischer Geistlicher und emeritierter Weihbischof in Encarnación
- Silvers, Anita (1940–2019), US-amerikanische Philosophin
- Silvers, Diana (* 1997), US-amerikanisches Model und Schauspielerin
- Silvers, Louis (1889–1954), US-amerikanischer Filmkomponist
- Silvers, Michael, US-amerikanischer Tontechniker
- Silvers, Phil (1911–1985), US-amerikanischer Schauspieler
- Silvers, Robert B. (1929–2017), US-amerikanischer Herausgeber
- Silverstein, Charles (1935–2023), US-amerikanischer Psychologe, Psychotherapeut und Autor
- Silverstein, Elliot (1927–2023), US-amerikanischer Regisseur und Filmproduzent
- Silverstein, Eva (* 1970), US-amerikanische Physikerin
- Silverstein, Kyle Red (* 2002), US-amerikanischer Schauspieler
- Silverstein, Larry (* 1931), US-amerikanischer Investor und Milliardär
- Silverstein, Marc (* 1971), US-amerikanischer Drehbuchautor und Filmregisseur
- Silverstein, Melissa, US-amerikanische feministische Aktivistin, Filmjournalistin und Bloggerin
- Silverstein, Shel (1930–1999), US-amerikanischer Dichter, Liedtexter, Musiker, Komponist, Karikaturist, Drehbuchautor und Kinderbuchautor
- Silverstein, Thomas (1952–2019), US-amerikanischer Strafgefangener und Serienmörder
- Silverstone, Alicia (* 1976), US-amerikanische SchauspielerinAlicia Silverstone (* 1976)

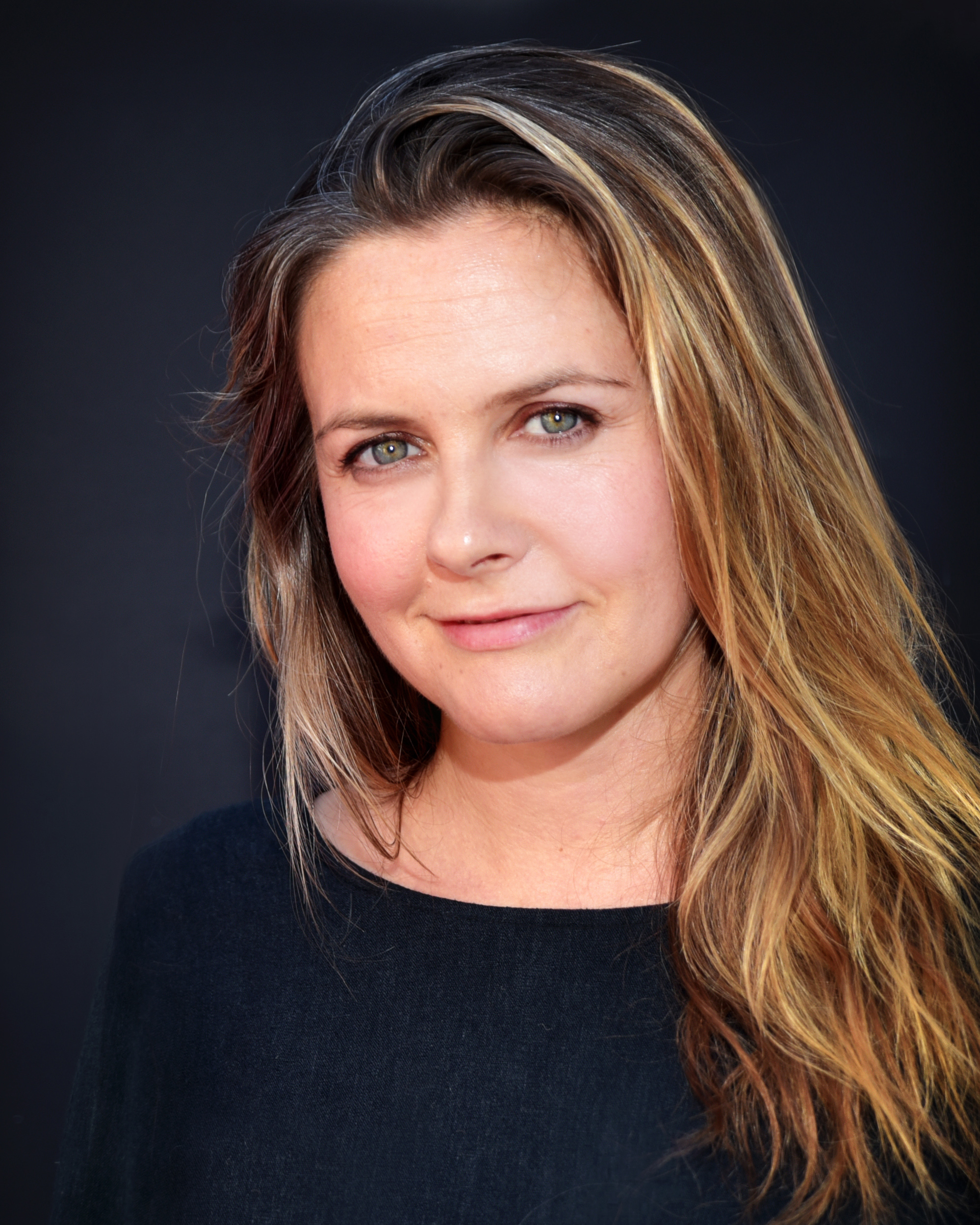
Alicia Silverstone (* 1976)

- Silverstone, Arnold, Baron Ashdown (1911–1977), britischer Unternehmer
- Silverstone, Ben (* 1979), britischer Schauspieler
- Silverstone, Marilyn (1929–1999), britische Fotografin, Mitglied der Fotoagentur Magnum, buddhistische Nonne
- Silverstrand, Monica (* 1960), schwedische Sängerin
- Silverthorn, Steve (* 1981), kanadischer Eishockeytorwart
- Silverthorne, Judith (* 1953), kanadische Autorin
- Silvertooth, Ernest Wilbur (1916–2000), US-amerikanischer Physiker
- Silves, Diogo de, portugiesischer Seefahrer und Entdecker
- Silvester († 1218), englischer Geistlicher, Bischof von Worcester
- Silvester, russischer orthodoxer Geistlicher, Ratgeber Iwans des Schrecklichen
- Silvester I. († 335), Bischof von Rom (314–335)Silvester I. († 335)

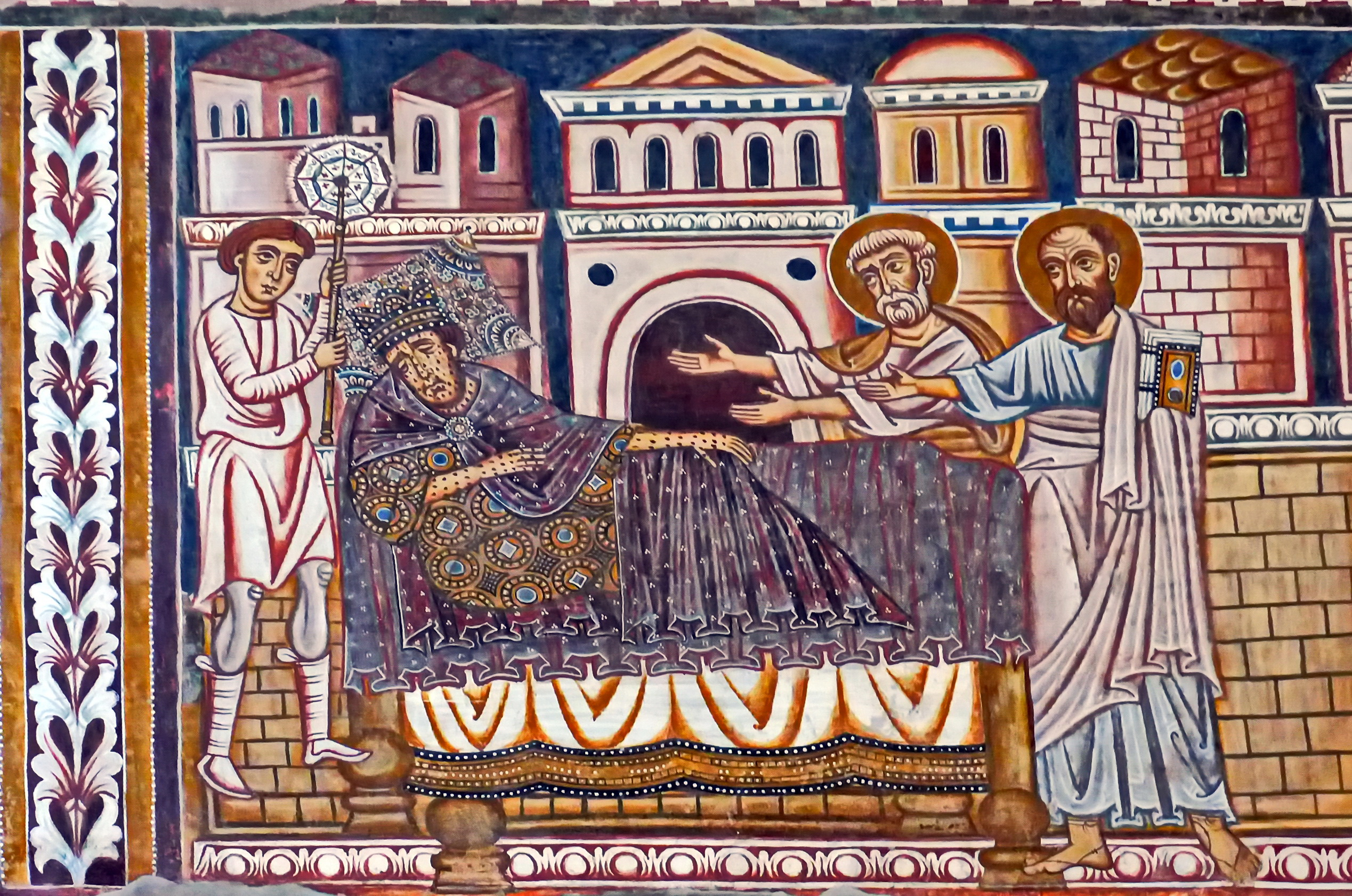
Silvester I. († 335)

- Silvester II. († 1003), Mathematiker, Abt, Erzbischof und Papst der katholischen Kirche
- Silvester III., Papst bzw. Gegenpapst
- Silvester IV., Gegenpapst zu Paschalis II.
- Silvester Mazzolini (1456–1523), italienischer Ordensgeistlicher (Dominikaner), Magister sacri palatii
- Silvester von Schaumberg († 1534), Reichsritter und Amtmann von Münnerstadt, Veldenstein und Parkstein
- Silvester, Erik (1942–2008), deutscher Schlagersänger, Komponist, Texter und Produzent
- Silvester, Frederick (1901–1966), britischer Organist, Komponist, Dirigent und Musikpädagoge
- Silvester, Hans (* 1938), deutscher Fotograf und Umweltaktivist
- Silvester, Jay (* 1937), US-amerikanischer Leichtathlet
- Silvester, Lindsay McDonald (1889–1963), US-amerikanischer Offizier, Generalmajor der US-Army
- Silvester, Peter (1734–1808), US-amerikanischer Rechtsanwalt, Richter und Politiker
- Silvester, Peter H. (1807–1882), US-amerikanischer Rechtsanwalt und Politiker
- Silvester, Špela (* 1987), slowenische Badmintonspielerin
- Silvestre de Sacy, Antoine-Isaac (1758–1838), französischer Philologe und Arabist
- Silvestre de Sacy, Samuel Ustazade (1801–1879), französischer Journalist, Bibliothekar, Senator und Mitglied der Académie française
- Silvestre, Antônio (* 1961), brasilianischer Radrennfahrer
- Silvestre, Fábio (* 1990), portugiesischer Radrennfahrer
- Silvestre, Flor (1930–2020), mexikanische Sängerin und Schauspielerin
- Silvestre, Fran (* 1976), spanischer Architekt und Designer
- Silvestre, Israël (1621–1691), französischer Maler und Kupferstecher
- Silvestre, Jean (1889–1945), belgischer römisch-katholischer Geistlicher und Märtyrer
- Silvestre, Kylian (* 2002), französischer Fußballspieler
- Silvestre, Léon (1896–1965), französischer Politiker, Mitglied der Nationalversammlung
- Silvestre, Louis de (1675–1760), französischer Maler
- Silvestre, Manuel (* 1965), spanischer Wasserballspieler
- Silvestre, Marie-Maximilienne de (1707–1798), französische Malerin
- Silvestre, Matías (* 1984), argentinisch-italienischer Fußballspieler
- Silvestre, Mikaël (* 1977), französischer Fußballspieler
- Silvestre, Paul-Armand (1837–1901), französischer Schriftsteller und Literaturkritiker
- Silvestre, Sonia (1952–2014), dominikanische Sängerin
- Silvestre, Vinicius (* 1994), brasilianischer Fußballspieler
- Silvestrelli, Giulio (1853–1938), italienischer Diplomat
- Silvestrelli, Luigi (* 1901), italienischer Diplomat
- Silvestri, Alan (* 1950), US-amerikanischer KomponistAlan Silvestri (* 1950)

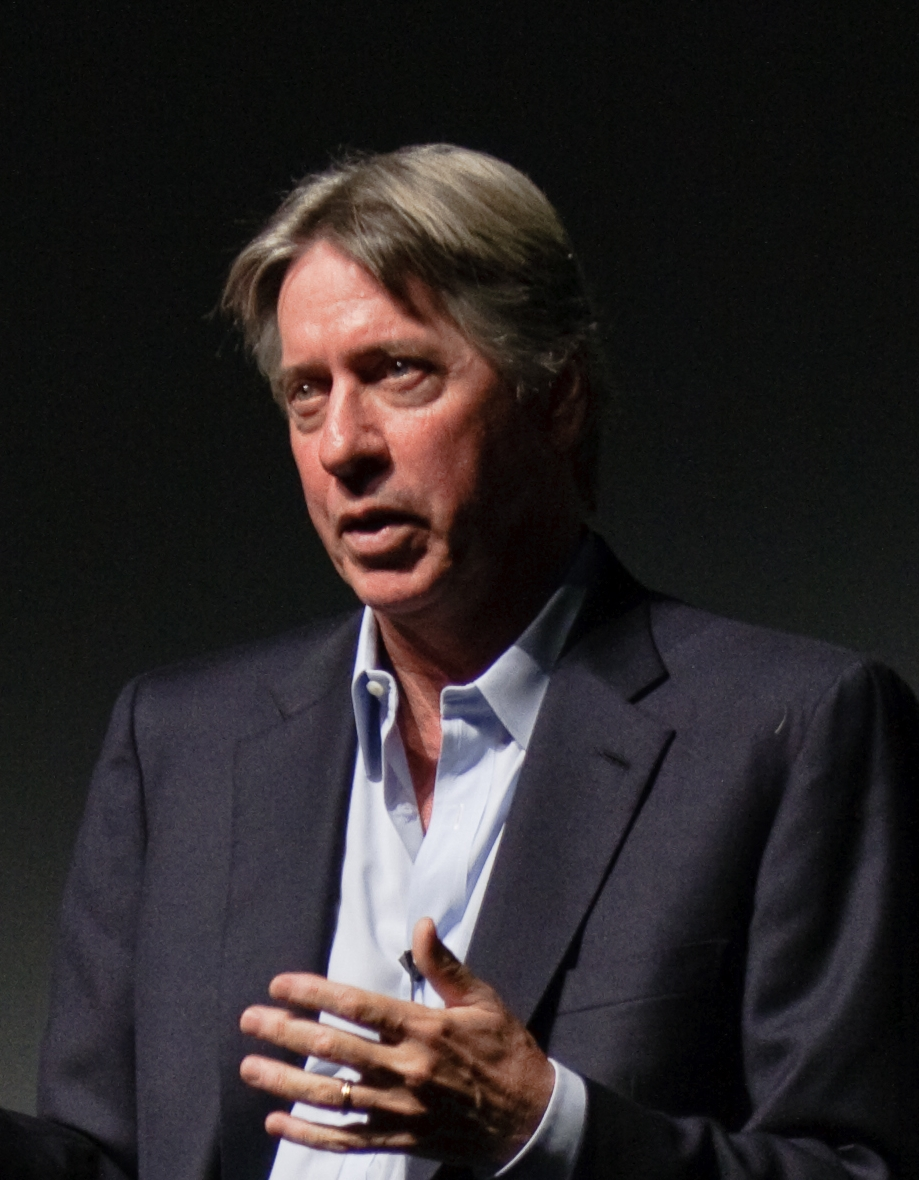
Alan Silvestri (* 1950)

- Silvestri, Constantin (1913–1969), rumänisch-britischer Dirigent
- Silvestri, Daniele (* 1968), italienischer Cantautore
- Silvestri, Davide (* 1980), italienischer Radrennfahrer
- Silvestri, Enrico (1896–1977), italienischer Skisportler und Offizier
- Silvestri, Graciela (* 1954), argentinische Architektin und Professorin für Geschichte
- Silvestri, Marc (* 1958), US-amerikanischer Comiczeichner und -verleger
- Silvestri, Paolo (* 1967), italienischer Freestyle-Skier
- Silvestri, Siro (1913–1997), italienischer katholischer Bischof
- Silvestri, Tommaso (1744–1789), italienischer Priester und Pädagoge
- Silvestrin, Alessio (* 1973), italienischer Balletttänzer, Choreograph und Komponist
- Silvestrin, Danilo (1942–2024), italienischer Architekt und Designer
- Silvestrini, Achille (1923–2019), italienischer Kardinal der römisch-katholischen Kirche
- Silvestris, Sergio (* 1973), italienischer Journalist und Politiker, MdEP
- Silvestro Guzzolini († 1267), italienischer Geistlicher, Abt, Ordensgründer und Heiliger
- Silvestro, Simona de (* 1988), Schweizer AutomobilrennfahrerinSimona de Silvestro (* 1988)

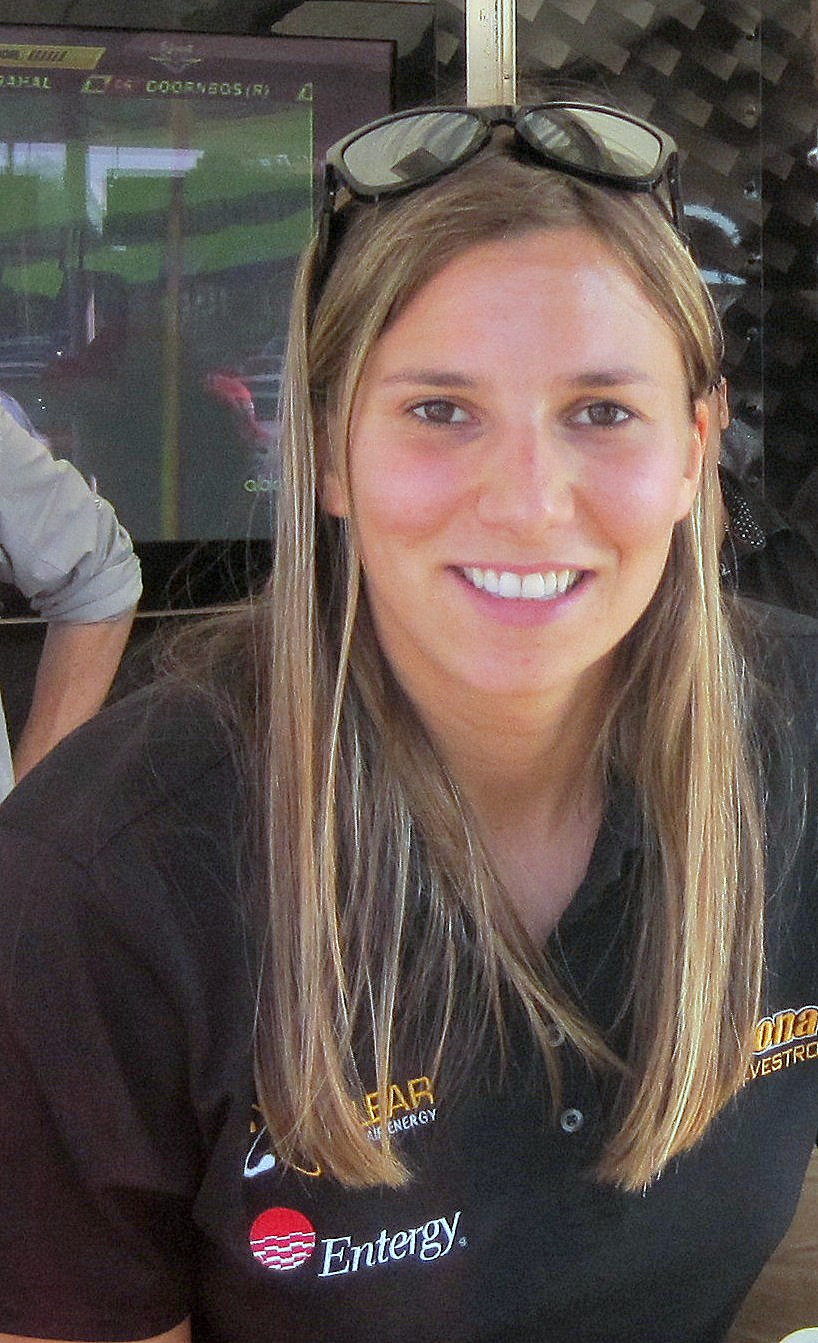
Simona de Silvestro (* 1988)

- Silvestru, Valentin (1924–1995), rumänischer Theaterkritiker und -wissenschaftler, Dramatiker, Regisseur, Journalist, Prosaautor und Essayist
- Silvestry, Brandon (* 1979), US-amerikanischer Wrestler
- Silvey, Ben (1894–1948), US-amerikanischer Regieassistent, Produktionsmanager und Filmproduzent

### Silvi
- Silvi, Maurizio (1949–2022), italienischer Maskenbildner
- Silvia von Schweden (* 1943), schwedische Adelige, Frau des schwedischen Königs Carl XVI. GustafSilvia von Schweden (* 1943)
- Silvin, französischer Heiliger

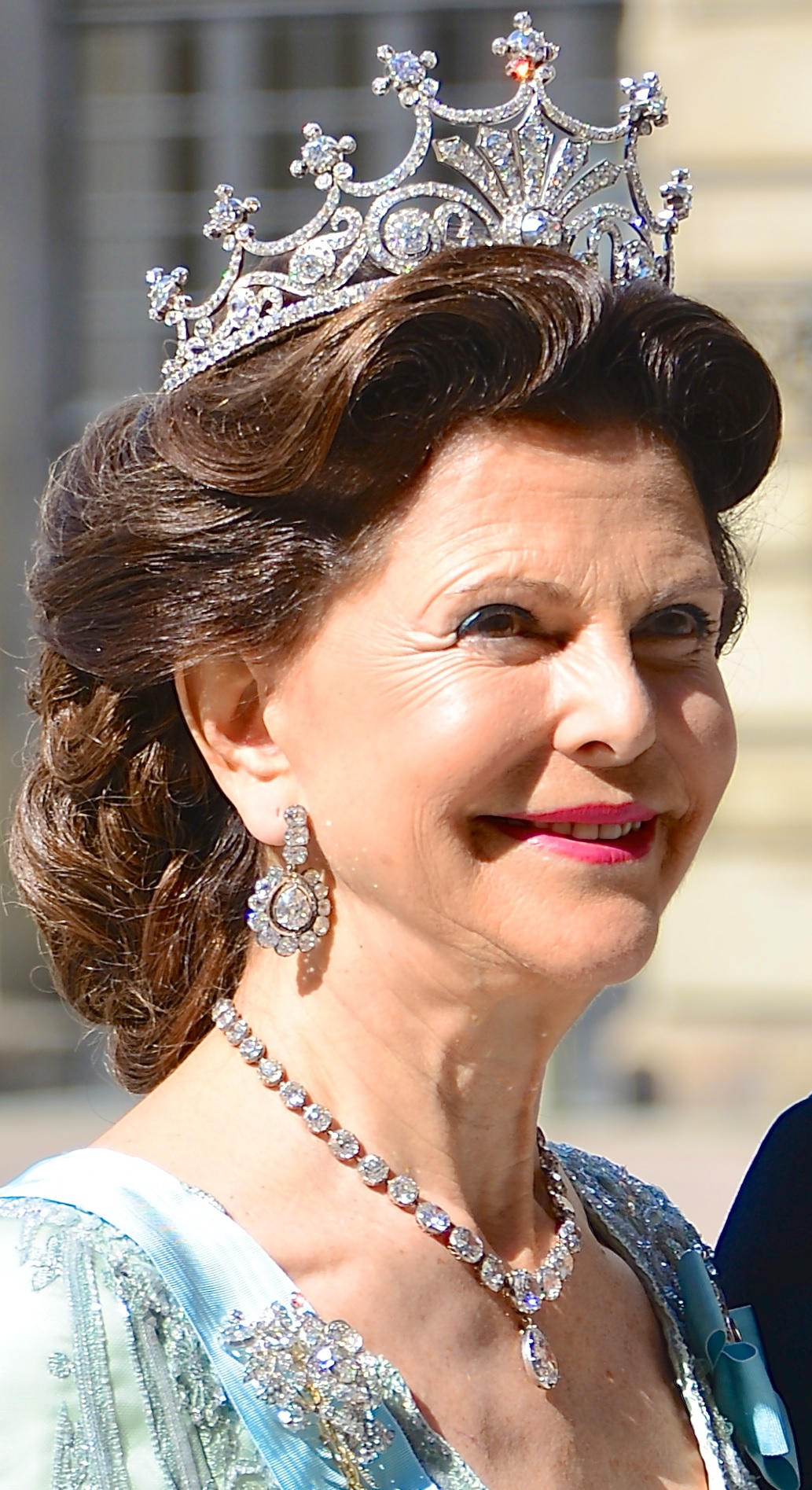
Silvia von Schweden (* 1943)

- Silving, Bert (1887–1948), österreichischer Geiger, Komponist, Arrangeur, Sänger, Autor und Rundfunk-Pionier
- Silving-Ryu, Helen (1906–1993), polnisch-amerikanische Juristin
- Silvinus, antiker römischer Toreut
- Sílvio (* 1987), portugiesischer Fußballspieler
- Silvius Auspex, Gaius, römischer Offizier (Kaiserzeit)
- Silvius I. Nimrod (1622–1664), Herzog von Württemberg-Oels
- Silvius II. Friedrich (1651–1697), deutscher Fürst

### Silvo
- Silvo, Domenico, Doge von Venedig
- Silvo, Satu (* 1962), finnische Schauspielerin

### Silvs
- Silvstedt, Victoria (* 1974), schwedisches Fotomodell, Playmate, Schauspielerin und Sängerin

### Silvy
- Silvy, Camille (1834–1910), französischer Fotograf